# T-72
Der T-72 ist ein sowjetischer Kampfpanzer, der ab 1972 von dem Unternehmen Uralwagonsawod gebaut und von der Sowjetarmee in Dienst gestellt wurde. Außer in der Sowjetunion wurde der Panzer in Polen, in der ČSSR und in Jugoslawien gebaut, in Indien ab 1980 in Lizenz. Der T-72 ist der gegenwärtig am meisten genutzte Kampfpanzer der Welt. Er wurde in großen Stückzahlen exportiert, darunter in viele Nahost-Staaten wie Syrien, Libyen, Iran und Irak. So kam er auch in vielen Konflikten zum Einsatz, so im Libanonkrieg 1982, dem Ersten und dem Zweiten Golfkrieg und in den Jugoslawienkriegen. Insgesamt wurden rund 20.000 Exemplare hergestellt; davon unterhielt Russland vor dem russischen Überfall auf die Ukraine 2022 noch rund 9200 Stück, wobei bis dahin nur etwa 1200 noch aktiv waren. Der Exportpreis für einen T-72M1 betrug 1992 etwa 1,2 Millionen US-Dollar; mit dazugehöriger Munition und Ersatzteilen belief sich der Stückpreis auf etwa 1,8 Millionen US-Dollar.

## Entwicklungsgeschichte

### T-64
Die Entwicklung des T-72 war eine unmittelbare Folge der Entwicklung des T-64 und des T-64A. Der T-64 (Objekt 432) war ein technisch sehr ambitioniertes Fahrzeug, das unter der Vorgabe entwickelt wurde, nicht mehr als 36 Tonnen zu wiegen. Der verantwortliche Planer des Charkiwer Konstruktionsteams war Alexander Alexandrowitsch Morosow.
Zahlreiche Innovationen mussten in die Entwicklung einfließen, darunter eine automatische Ladevorrichtung für das Hauptgeschütz und damit einhergehend die Verkleinerung der Besatzung auf drei Mann, eine mehrlagige Panzerung und beim T-64A (Objekt 434) eine bessere Bewaffnung. Das alles führte bei der praktischen Umsetzung, beim Bau und auch beim Betrieb des Fahrzeuges zu Problemen.
Die Serienproduktion des T-64 lief 1964 an, aber bereits 1963 war mit den Planungen zum T-64A mit der 125-mm-Kanone begonnen worden, so dass der T-64 mit der 115-mm-Hauptbewaffnung nur wenige Jahre in geringer Stückzahl produziert wurde.
Neben zahlreichen Problemen der Serienversion des T-64 mit Fahrwerk und Lademechanismus bereitete das notorisch unzuverlässige 5TDF-Dieseltriebwerk (700 PS (515 kW)) die größten Schwierigkeiten. Der Wartungsaufwand war hoch und die garantierte Lebensdauer des Motors lag bei so wenigen Betriebsstunden, wie es zuletzt bei Fahrzeugen aus der Zeit des Zweiten Weltkrieges der Fall gewesen war. Zu ändern war an diesen Problemen zunächst wenig, da die Gewichtsbeschränkungen eine gewisse Größe und Art der Konstruktion der Wanne erzwangen.
Flankiert wurde die Entwicklung von Expertisen, die, in Charkow erstellt, die entscheidenden Regierungsstellen bei Panzerfragen berieten sowie von persönlichen Kontakten, die aus Charkow zu Entscheidungsträgern gepflegt wurden. Die Entwicklung alternativer Ideen und Lösungen durch andere Konstruktionsbüros wurde so erschwert.

### Umweg Mobilmachungsversion
Eine „Mobilmachungsversion“ des T-64 mit dem W-45-Dieselmotor (780 PS (574 kW)) sollte von Uralwagonsawod entwickelt werden, da das Charkiwer Traktorenwerk im Kriegsfall den dann steigenden Bedarf an 5TDF-Triebwerken nicht hätte decken können. Der 5TDF war schlicht zu komplex und etwa doppelt so teuer wie der W-45-Motor. 1967 wurde „Sektion 520“ eingerichtet, die am Ural die für 1970 anvisierte Serienfertigung des T-64 vorbereitete. Man fand jedoch heraus, dass der stärkere W-45-Motor die Wanne und das Leichtbaulaufwerk des T-64 zu sehr beanspruchte, wodurch es nach einiger Zeit zu Belastungsbrüchen kam. Daher musste eine stabilere Lösung gefunden werden.
Um das Problem zu lösen, griff man auf Ideen aus dem Jahr 1960 zurück, als Überlegungen zu einer Modifikation des T-62 angestellt worden waren. 1961 wurden zwei Prototypen des „Objekts 167“ in Tscheljabinsk bei Uralwagonsawod gebaut, um eine leistungsfähigere Wannen- und Laufwerkskonfiguration zu erproben. Das Modell hatte aber damals – unter dem Einfluss aus Charkow, wo ebenfalls bereits eine Weiterentwicklung zum T-64 angestrebt wurde – keine Fürsprecher bei den Entscheidungsträgern gefunden. Ebendiese Konstruktion mit ihren großen gummibeschichteten Laufrollen wurde nun Basis der Mobilmachungsversion des T-64.
Eine weitere Änderung wurde am automatischen Lademechanismus vorgenommen, der nun ebenfalls aus einem früheren Projekt, das man ursprünglich für den T-62 entwickelt hatte, übernommen wurde. Die Munition – bestehend aus Geschoss und separater Treibladung – wurde nicht vertikal auf einer Ebene wie im T-64 aus Charkow gelagert, sondern horizontal auf zwei Ebenen. Diese Version galt als zuverlässiger als die Version im T-64.
Da Uralwagonsawod bereits 1964 zwei 125-mm-Kanonen des Typs D-81 erhalten hatte und gleich deren probeweisen Einbau an einem T-62 vornahm, war auch die Adaption der neuen 125-mm-Waffe des T-64A vorbereitet. Bereits Anfang 1968 begann man damit, die Vorbereitungen für die Produktion des modifizierten T-64 auch mit der Bewaffnung des T-64A zu treffen.

### T-72
Der erste Prototyp mit 125-mm-Kanone und W-45K-Dieselmotor aus Tscheljabinsk wurde noch 1968 als „Objekt 172“ hergestellt. Nach ausführlichen Vergleichstests mit dem T-64A wurde Objekt 172 im Jahr 1970 nochmals überarbeitet, um kleinere Mängel abzustellen.
Da es sich aber noch immer nur um eine „Mobilmachungsversion“ handelte, konnte die Serienfertigung von Objekt 172 im Frieden nicht beginnen. In einem politisch nicht ganz aufgeklärten Prozess wurde das Regierungsdekret Nummer 326-113 erstellt, das die Produktion von Objekt 172 in der Sowjetunion als eigenständiges Muster neben dem T-64A zum 1. Januar 1972 genehmigte und die Fabrik Uralwagonsawod im Zuge dieser Maßnahme auch von der Produktion des eigentlichen T-64A freistellte.
Das erste Baulos wurde unter dem Namen „Objekt 172M“ nach dem Abstellen kleinerer Mängel Anfang 1973 nochmals intensiv getestet und noch im gleichen Jahr per Regierungsdekret als „T-72“ akzeptiert.

### Weiterentwicklung
Wegen der beschränkten Produktionskapazität der Zulieferer von Feuerleitanlagen und des internen Konkurrenzkampfes der Entwicklerbüros erhielt der T-72 nie eine so moderne automatische Feuerleitanlage wie die T-64B und T-80B. Der T-72 war als Ersatz für die älteren Bestände an T-55- und T-62-Panzern der Armeen des Warschauer Vertrages gedacht und wurde neben der Sowjetunion auch in Polen, der ČSSR und in Jugoslawien produziert. Ab 1980 wurde der Panzer auch in Indien in Lizenz gefertigt.
Der T-72 wurde nach dem Beginn der Serienproduktion im Jahr 1974 ständig modernisiert und den unterschiedlichen Anforderungen und Möglichkeiten verschiedener Nutzerstaaten angepasst, so dass zahlreiche Varianten des Fahrzeugs entstanden.

## Technik

### Panzerung

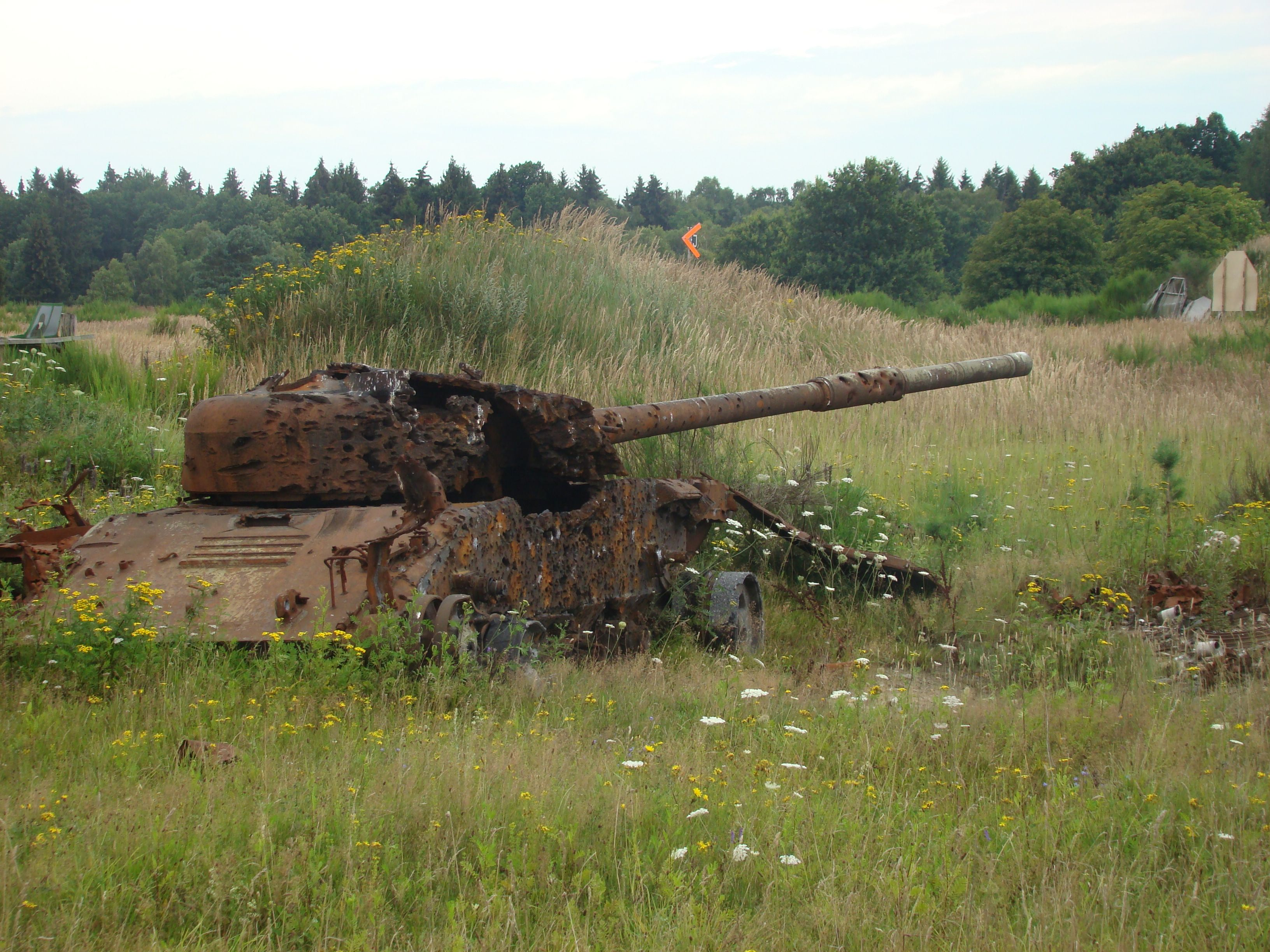
T-72 genutzt als Hartziel. Das Ausmaß der Turmpanzerung ist sichtbar.

Der T-72 war nach dem T-64 der zweite serienmäßig produzierte Kampfpanzer mit einer Verbundpanzerung, was seinerzeit zu einem vergleichbar hohen Panzerschutz führte.
Die Wanne sämtlicher T-72-Modelle ist aus gewalzten Panzerstahl zusammengeschweißt. Am unteren Wannenbug und der oberen Wannenseite beträgt die Blechdicke 80 mm. Im abgeschrägten unteren Seitenbereich, an der Unterseite und für die Motorraumabdeckung kommen 20 mm dicke Panzerstahlbleche zum Einsatz. Im oberen Wannenbug ist die Sonderpanzerung integriert. In der ursprünglichen Serienausführung kam dort die gleiche Panzerung wie beim T-64 zum Einsatz, d. h. ein Laminat aus einem 80-mm-Panzerstahlblech an der Außenseite, einer 105 mm starken Mittelschicht aus Steltexolit (einem glasfaserverstärkten Kunststoff) und einem inneren 20-mm-Panzerstahlblech. Die Mittelschicht kann dabei aus mehreren GFK-Platten bestehen, da nicht jeder Zulieferer Werkstücke in passender Größe herstellen konnte. Aufgrund des hohen Anstellwinkels von 68° ergibt sich eine effektive Durchschlagsstrecke von 547 mm bei Frontalbeschuss. Der Turm wurde anders als beim T-64 ursprünglich nur aus Panzerstahlguss gefertigt, eine Verbundpanzerung war nicht vorhanden. Formbedingt variiert die Bautiefe bei Frontalbeschuss zwischen 300 und 475 mm – im Schnitt liegt sie bei 410 mm. Verglichen mit dem Turm des T-64 soll die Schutzleistung des T-72-Gussturms gegen panzerbrechende Munition etwa 2 % höher und gegen Hohlladungen etwa 10 % niedriger ausfallen.
Interessanterweise sollen die Schutzforderungen für den M1 Abrams und dem T-72 vergleichbar sein: für den T-72 wurde Schutz gegen zukünftige 105-mm-Munition (simuliert durch 115-mm-Pfeilmunition mit Stahlkern) und leichte Panzerabwehrlenkflugkörper (Maljutka) gefordert, während für den M1 Abrams Panzerschutz gegen 115-mm-Pfeilmunition (simuliert durch experimentelle 105-mm-Munition) und verschiedene Panzerabwehrlenkflugkörper bieten sollten.
Mit dem T-72A wurde ab 1979 der Panzerschutz verbessert. Die Sonderpanzerung im Wannenbug wurde angepasst, sie besteht nun aus einem 60 mm starken Panzerstahlblech an der Außenseite, eine Steltexolitschicht mit 105 mm Stärke und einem 50 mm starken Panzerstahlblech an der Innenseite. Insgesamt ergibt sich somit eine effektive Durchschlagsstrecke von 573 mm. In dem Turm mit dem Konstruktionsindex 172.10.077SB wurde erstmals eine Sonderpanzerung integriert, die aus einem Block von Siliziumdioxid-haltigem, gesinterten Quarzsand besteht. Aufgrund ihrer Konstruktion wird diese Panzerung in sowjetischen Quellen auch als Kwartz-Panzerung bezeichnet. Ein Block des gesinterterten Quarzsands mit einer Dicke von bis zu 130 mm wird mittels Stangen während des Gussvorgangs in der Gussform des Turms fixiert. Nachteilig an dieser Herstellungsmethode ist, dass weder Reparatur noch Austausch (z. B. durch eine neue leistungsfähigere Panzerungsart) der Verbundpanzerung möglich sind. Die Panzerung an der Turmfront erreicht eine maximale Bautiefe von etwa 530 mm und ihr wurde wegen der Wölbung an der Turmfront von amerikanischen Panzerbesatzungen der Spitzname „Dolly Parton“ verliehen. Laut einigen Quellen kam die neue Turmpanzerung schon ab 1977 bei einigen T-72-Panzern zum Einsatz. Da die Kwartz-Panzerung noch bis 1983 unter Geheimhaltung stand und dementsprechend nicht für den Export freigegeben wurde, kamen beim Exportmodell T-72M die verbesserte Wannenpanzerung in Kombination mit dem älteren Türmen aus Panzerstahlguss zum Einsatz. Ab 1983 wurde der T-72M1 mit Kwartz-Panzerung auch außerhalb der Sowjetunion verkauft.
Beschussversuche durch einen 1982 im Libanon erbeuteten Magach-Panzer zeigten, dass die Wannenfront des T-72 und T-72A auf Kampfentfernungen mit israelischer 105-mm-Pfeilmunition vom Typ M111 Hetz (später bei der Bundeswehr im Leopard 1 als 105 mm DM23 eingeführt) durchschlagen werden konnte. Dies führte zu dem zweistufigen Forschungsprogramm „Reflektion“ (Отражение), in dessen Rahmen bei schon ausgelieferten T-72A-Panzern ein 16 mm starkes Blech aus hochhartem Panzerstahl auf die obere Bugplatte geschweißt wurde, wodurch diese gegen Beschuss durch M111-Hetz-Munition gesichert wurde. Auch die Exportausführung T-72M1 wurde mit dem verstärkten Wannenpanzerung nachgerüstet. Die hohe Wirksamkeit dieser simplen Modifikation wurde in Österreich unter Beweis gestellt, als die Bugpanzerung eines aus Deutschland nach der Wiedervereinigung angekauften T-72M1 fünf Treffer mit der Pfeilmunition NP105A2 ohne Durchschlag aushielt; nur eine sich noch in Entwicklung befindliche 105-mm-Munition (Typ ENP1000) konnte die Frontpanzerung durchschlagen. Diese Tatsache soll maßgebend zur Entscheidung, den M60A3Ö im Bundesheer durch den Leopard 2A4 zu ersetzen, beigetragen haben.
Bei neu produzierten T-72A-Panzern kam hingegen eine neue Sonderpanzerung zum Einsatz, die ebenfalls im Reflektion-Forschungsprogramm entwickelt wurde. Die GFK-Füllschicht im Wannenbug wurde durch eine Mehrfachschottung, bestehend aus drei gleichmäßig beabstandeten 15 mm Panzerstahlblechen, ersetzt. In dem Turm mit dem neuen Konstruktionsindex 172.10.077SB wurden in der Gussform zwei Taschen eingelassen, in welche eine neue Art der Sonderpanzerung integriert wurde. Diese besteht aus einer inneren 50 mm starken Schicht aus hochhartem Panzerstahl und einem 100 mm breiten Hohlraum für eine Beulblechanordung. Die Beulblechpanzerung besteht aus je einem Block von 20 Platten, die in Sandwichbauweise gefertigt sind. Der gesamte Block ist 1,455 m lang und wiegt 781,6 kg. Die einzelnen Platten sind wie folgt aufgebaut: 21 mm hochfestem Panzerstahl, 6 mm Gummi und 3 mm Stahl einer duktileren Legierung. Zwischen jeweils zwei Verbundmaterialplatten sind Abstandshalter aus 45 mm starken Stahlstücken angeordnet. Bei Beschuss wird durch das Gummi ein Teil der kinetischen Energie des Projektils genutzt, um das dünnere Blech in den Pfad des Projektils federn zu lassen, was insbesondere bei Hohlladungen eine Störung des Hohlladungsstachels bewirkt. Laut NII Stali, dem russischen Institut für Stahl, soll diese Art der Panzerung etwa 30–40 % höheren Schutz als homogener Panzerstahl gleichen Gewichts gegen Hohlladungen bieten.
Ab 1985 begann die Produktion des T-72B mit abermals verbesserter Panzerung. Im Wannenbug wurde die Schottpanzerung überarbeitet, zwischen dem äußeren 60 mm starken und den innerem 50 mm starken Panzerstahlblech wurden statt drei 15 mm Blechen zwei 10 mm und zwei 20 mm starke Panzerstahlbleche verbaut. Der Abstand zwischen den einzelnen Blechen beträgt je 10 mm, somit ergibt sich eine effektive Durchschlagsstrecke von 587 mm bei Frontalbeschuss. Bei Kampfpanzern die ab Werk mit der schweren Reaktivpanzerung Kontakt-5 ausgeliefert wurden, kam eine etwas andere Schottpanzerung zum Einsatz, bestehend aus zwei 68 mm und einem 50 mm dicken Panzerstahlblechen mit je 20 mm Abstand. Der Behälter für die einzelnen Elemente der Reaktivpanzerung wurden dabei durch die äußere Schicht der Wannenpanzerung sowie einem 16 mm Blech aus hochhartem Stahl geformt. Im Turm kam die gleiche Panzerung wie bei dem überarbeiteten T-72A zum Einsatz, d. h. eine Beulblechpanzerung aus je 20 Verbundplatten. Aufgrund der etwas anderen Gussform des Turmes (u. a. für die anderen Optiken und Sensoren der 1A40-Feuerleitanlage) erhielt dieser den neuen Konstruktionsindex 172.10.100SB. Bei Frontalbeschuss soll die Gesamtdicke der Turmpanzerung bis zu 860 mm betragen, US-Streitkräfte gaben der T-72B-Panzerung aufgrund der neuen Turmform den Spitznamen „Super Dolly Parton“.
1987 wurde eine abermals verbesserte Wannenpanzerung in die Serienproduktion aufgenommen. Statt einer Schottpanzerung kommt nun wie im Turm eine Beulblechpanzerung zum Einsatz. Diese besteht aus einem äußeren 60 mm Panzerstahlblech, an dem rückseitig eine 5 mm Gummischicht und eine 3 mm starkes Stahlblech aufvulkanisiert sind, einem 194 mm breiten Luftspalt und einer Mittelschicht bestehend aus einem 3 mm Stahlblech, einer 5 mm Gummischicht und einem 60 mm Panzerstahlblech, sowie einer Innenschicht bestehen aus einer 10 mm Strahlenschutzschicht aus Polymeren und einem 50 mm starken Panzerstahlblech. Verglichen mit den vorherigen Mehrfachschottungen wurde insbesondere der Schutz gegen Hohlladungen deutlich verbessert. Auch die T-72B-Panzer mit Beulblechpanzerung in der Wanne wurden mit Kontakt-5-Reaktivpanzerung inklusive 16-mm-Abdeckblech aus hochfestem Panzerstahl ausgeliefert.
Ab 1989 wurde der T-72B mit einem verbesserten Turm gefertigt, der den Konstruktionsindex 184.10.155SB erhielt. Die Turmpanzerung ist wie bei dem vorherigen Turm als Beulblechpanzerung ausgelegt, jedoch wurden die einzelnen Sandwichplatten überarbeitet: statt eines 21 mm Blechs aus hochfestem Stahl mit je einer rückseitig angebrachten Gummi und Stahlschicht bestehen die neuen Sandwichplatten aus einem 50 mm dicken Blech aus hochfestem Panzerstahl an dessen Rückseite alternierend je zwei 6 mm dicke Gummischichten und 4 mm starke Stahlbleche angebracht sind. Außerdem wurden zwischen den einzelnen Sandwichplatten keine Abstandhalter mehr verbaut.

#### Zusatzpanzerung

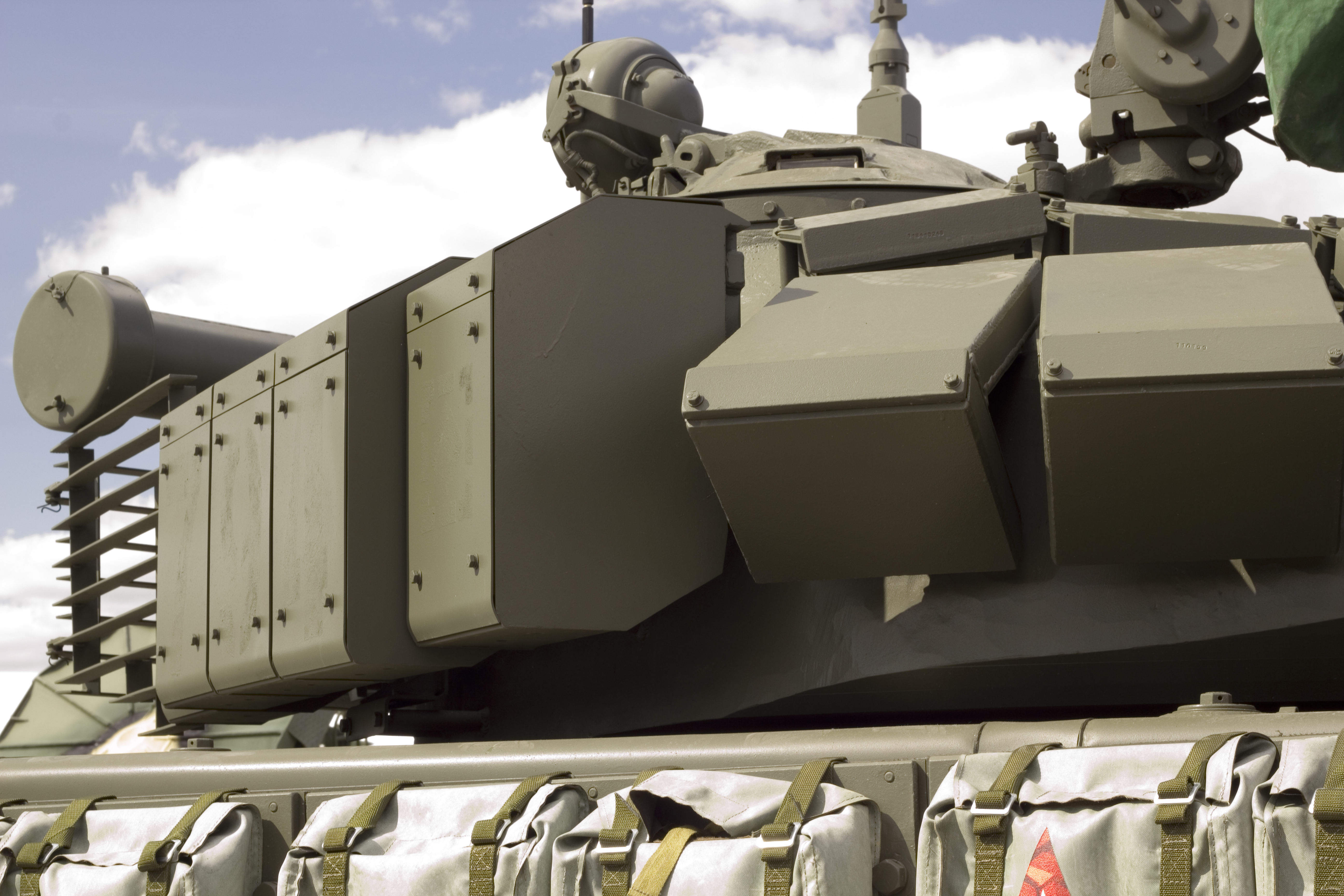
Käfig- und Reaktivpanzerung am Turm eines T-72B3

Der T-72 wurde schon im Laufe des Kalten Kriegs mit verschiedenen Zusatzpanzerungen versehen. Mitte der 1980er-Jahre wurde die Standardpanzerung durch zusätzlich angebrachte Elemente aus Kontakt-1 Reaktivpanzerung verstärkt. Diese Zusatzpanzerung erhöht den Panzerschutz gegen Hohlladungen um 25 bis 30 Prozent. Später wurde die schwere Reaktivpanzerung Kontakt-5 verwendet, welche den Schutz gegen ältere Wuchtgeschosse um 15 bis 20 Prozent erhöhte. Kontakt-1 kam auf den Modellen T-72A (Bezeichnung mit Kontakt-1: T-72AW) und T-72B zum Einsatz. Kontakt-5 wurde nur bei den späteren T-72B-Modellen genutzt.
2016 begann Russland damit, den Flankenschutz des T-72B3 mittels Käfigpanzerung und einer leichten Reaktivpanzerung vom Typ 4S24 zu verbessern.
Exportmodelle des T-72 wurden durch Nachrüstungen in ihren Nutzerländern mit verschiedenen Reaktivpanzerungssystemen versehen. So kommt bei dem tschechischen T-72M4Cz eine Reaktivpanzerung vom Typ DYNA zum Einsatz, während beispielsweise der ukrainische T-72AG die Reaktivpanzerung Nizh nutzt.

#### Sekundärschutz
Neben der eigentlichen Panzerung verfügt der T-72 über einige weitere Schutzmaßnahmen. Der Panzer hat eine automatische ABC-Schutzanlage zum Schutz vor chemischen und biologischen Kampfstoffen sowie zum Schutz vor den Wirkungsfaktoren einer Kernwaffenexplosion, wie beispielsweise Druckwelle, Sofort- und Restkernstrahlung sowie radioaktivem Staub. Zur Feststellung ionisierender Strahlung und chemischer Kampfstoffe dient das Strahlungsmess- und Kampfstoffspürgerät GO-27.
Als Schutz gegen Neutronenstrahlung kam im Innenraum des Panzers die Innenverkleidung Podboi und die Außenverkleidung Nadboi zum Einsatz, um die Besatzung vor ionisierender Strahlung zu schützen. Dabei handelt es sich um bis zu 5 cm dicke Platten aus boriertem Polyethylen, die Gammastrahlung absorbieren sollen. Aufgrund der Absorption soll die Strahlenbelastung durch Gammastrahlen 16 bis 18 mal geringer ausfallen als bei einem Panzer ohne derartigen Schutzsystemen. Die innenliegende Podboi-Verkleidung soll gleichzeitig als Spall-Liner fungieren.
Um die Detonationswahrscheinlichkeit der Treibladungen nach einem Durchschlag der Panzerung zu verringern, werden alle Treibladungen, die sich nicht im Ladeautomat befinden, analog zum Chieftain und Challenger 1 in doppelwandigen Behältern gelagert. Diese dienen gleichzeitig als Treibstofftanks. Zusätzlich haben die späteren Modelle eine Brandunterdrückungsanlage. Videoaufnahmen von russischen T-72-Panzern, die nach einem Treffer katastrophal explodieren und dabei ihre Türme teils dutzende Meter in die Luft schleudern, belegen jedoch, dass diese Schutzmaßnahme unzureichend waren.

#### Schutzleistung
Die verschiedenen Ausführungen des T-72 verfügen gemäß dem RHA-Äquivalent über folgende – theoretisch angenommene – Stahlpanzerung gegenüber HEAT- und KE-Geschossen:
| Bauteil                    | T-72 (Proj. 172M) | T-72A (Proj. 176) | T-72B (Proj.184)1 |
| Wannenfront: KE-Geschosse  | 335 mm            | 400 mm            | 530 mm            |
| Wannenfront: HEAT-Granaten | 450 mm            | 490 mm            | 900 mm            |
| Turmfront: KE-Geschosse    | 380 mm – 410 mm   | 380 mm – 500 mm   | 520 mm            |
| Turmfront: HEAT-Granaten   | 410 mm – 500 mm   | 490 mm – 560 mm   | 950 mm            |

1
Mit Reaktivpanzerung (ERA) vom Typ Kontakt-1.

Unterschiedliche Autoren und Quellen nutzen verschiedene Methoden und Referenzen zur Messung oder Bestimmung des Panzerschutzes in RHA-Äquivalent. So können je nach Autor und Werk die Werte für den direkten Frontalbeschuss oder für den Beschuss bis zu einem bestimmten Seitenwinkel (z. B. 30°) gelten. Ebenso nutzen verschiedene Nationen unterschiedliche Legierungen für Panzerstahl, was zu einer Variabilität der Schutzwerte bei gleichbleibender effektiver Schutzleistung führen kann. Dementsprechend sind die hier aufgelisteten Werte nur bedingt mit anderen Quellen vergleichbar.

### Bewaffnung und Munition

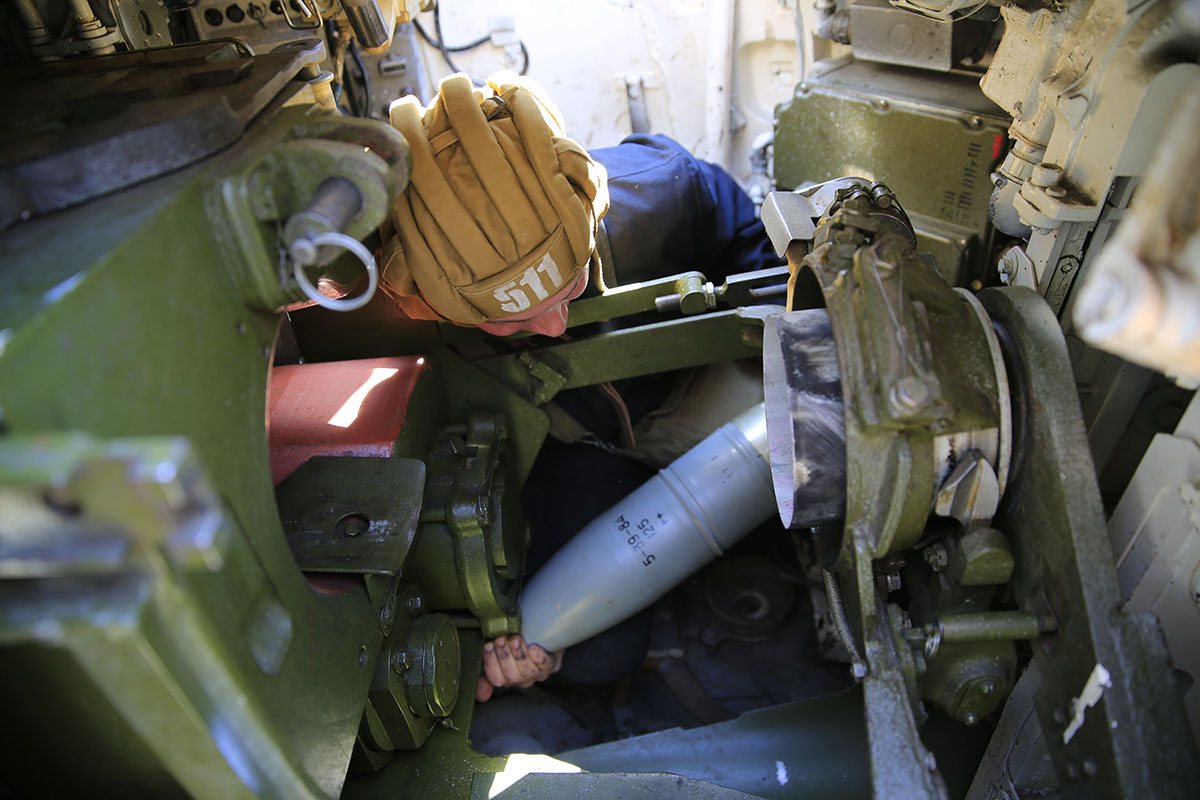
Eine HE-Granate wird beim Aufmunitionieren vom Kommandantenplatz aus in das Aufnahmerohr einer Kassette des Ladeautomaten gehoben

Die Hauptwaffe des T-72 ist die 125-mm-Kanone D-81TM, die unter dem GRAU-Index 2A46 in die Bewaffnung der sowjetischen Streitkräfte übernommen wurde. Es handelt sich um eine Glattrohrkanone, die zur Vermeidung von ungleichmäßiger Erwärmung infolge von Witterungsbedingungen mit einer Wärmeschutzhülle aus Blech versehen ist und über einen Rauchabsauger verfügt. Die Stabilisierung der Waffenanlage erfolgt durch das Stabilisierungssystem 2E28M. Die Optik des Richtschützen ist in der vertikalen Achse stabilisiert, die Waffenanlage in der horizontalen Achse. Der Höhenrichtbereich der Waffe beträgt −6° bis +14°.
Als Munition können folgende Varianten verschossen werden:
- APFSDS-Munition: Armour Piercing Fin Stabilized Discarding Sabot – russisch: БПС für Бронебойный подкалиберный снаряд (panzerbrechendes, unterkalibriges Geschoss)
- HEAT-Munition: High Explosive Anti Tank – russisch: КС für кумулятивный снаряд (kumulatives Geschoss)
- HE-Frag-Munition: High Explosive –Fragmentation – russisch: ОФС für осколочно-фугасный снаряд (Hochexplosives Splittergeschoss)

Die APFSDS-Munition ist in verschiedenen Varianten verfügbar, darunter solche aus Stahl, Wolframcarbid oder Uran. Das Rohr der Kanone ist auf der Innenseite nicht hartverchromt und weist bei der Verwendung der APFSDS-Munition nur eine sehr geringe Lebensdauer von 80 bis 100 Schuss auf, bevor die Präzision erheblich nachlässt. Die Kampfbeladung des T-72 besteht aus 44 Schuss. 22 Schuss der Munition werden in einem Ladekarussell im Wannenboden unter dem Turm aufbewahrt, die restlichen an verschiedenen Plätzen im Kampfraum. Es handelt sich um zweigeteilte Munition, die in die Kartusche für die Treibladung und das Geschoss unterteilt ist. Die Kartusche ist eine Teilabbrandladung, von der nach dem Abschuss nur ein metallener Hülsenboden übrigbleibt. Dieser wird vom Ladeautomaten beim Nachladen durch eine Luke in der Turmhinterwand ausgeworfen. Der Ladeautomat wird elektromechanisch angetrieben und dreht sich mit einer Geschwindigkeit von 70° pro Sekunde, so dass die Munition in weniger als drei Sekunden unter der Waffenanlage ist und geladen werden kann. Der Lader ermöglicht eine theoretische Feuergeschwindigkeit von bis zu acht Schuss pro Minute. Die Bereitschaftsmunition im Kampfraum kann von der Besatzung unproblematisch nachgefüllt werden. Der Ladeautomat gilt als sehr zuverlässig; durchschnittlich können etwa 2200 Ladezyklen durchlaufen werden, bevor es zu einem Ausfall kommt. Die meisten Störungen des Laders sind in der Regel auf fehlerhafte Bedienung zurückzuführen. Im Falle einer Beschädigung oder des Ausfalls des Automaten kann die Kanone auch vom Kommandanten von Hand nachgeladen werden, dies reduziert die Feuergeschwindigkeit jedoch auf ein bis zwei Schuss pro Minute.
Die Sekundärbewaffnung besteht aus einem koaxialen 7,62-mm-MG PKT und einem 12,7-mm-MG NSWT zur Fliegerabwehr. Ab der Version T-72A ist zusätzlich eine Nebelmittelwurfanlage im Kaliber 81 mm mit zwölf Rohren vorhanden. Diese kann einen Nebelvorhang mit einer Ausdehnung von 300 m² vor dem Panzer erzeugen.

### Optik und Sensoren

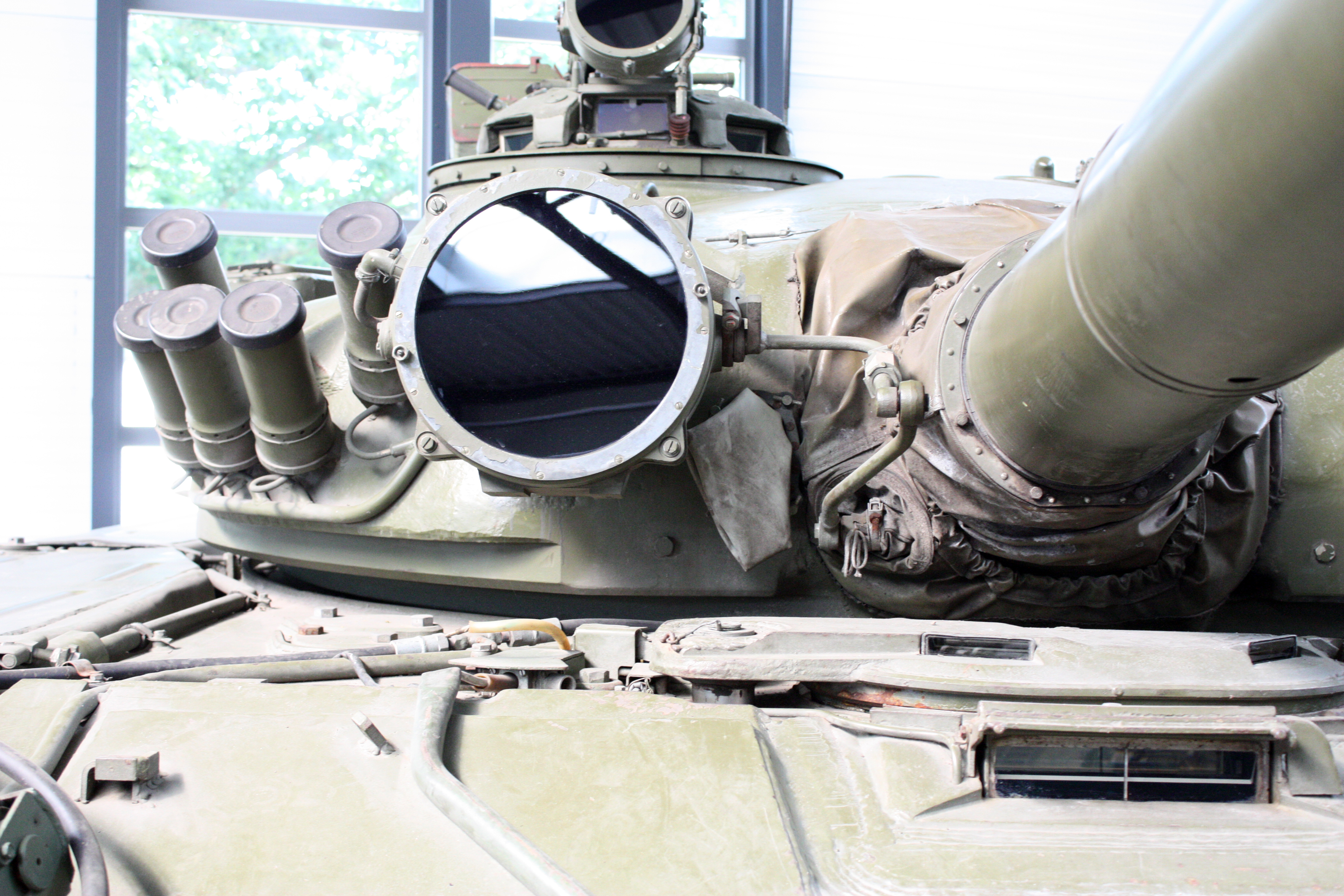
Infrarotscheinwerfer für den Kommandanten (am oberen Bildrand) und für den Richtschützen (Bildmitte) an einem T-72M1 der NVA

Dem Kommandanten steht eine eigene Tag-/Nachtsichtoptik mit Infrarotkanal mit der Bezeichnung TKN-3 in seiner um 360° drehbaren Kuppel zur Verfügung. Auf der Kuppel befindet sich ein Infrarotscheinwerfer, der das Infrarotlicht für die Nachtsichtoptik zur Verfügung stellt. Zusätzlich verfügt der Kommandant über zwei weitere Tagsichtoptiken. Der Kommandant kann den Turm automatisch auf seine Sichtlinie einschwenken lassen und den Richtschützen grob in der Horizontalen übersteuern. Eine optische Schnittstelle mit der Optik des Richtschützen ist nicht vorhanden. Der Richtschütze verfügt über zwei getrennte Optiken. Er kann auf ein TPN-1-49-23-Infrarotsichtgerät und eine TPD-K1-Tagsichtoptik zurückgreifen. Als Lichtquelle für die Nachtsichtoptik dient ein an der rechten Turmfront angebrachter Infrarotscheinwerfer. Der Fahrer verfügt über eine Weitwinkel-Tagsichtoptik und ein Infrarotsichtgerät.

### Feuerleitsysteme
Das Feuerleitsystem des T-72 besteht aus der stabilisierten Optik des Richtschützen, dem Entfernungsmesser (bis zur Einführung des T-72A (Objekt 176) ein Schnittbildentfernungsmesser, danach ein Laserentfernungsmesser) und einem Analogrechner. Der Laser misst Entfernungen von 500 bis 4000 m mit einer Genauigkeit von 10 m. Der Richtschütze bestimmt mit Hilfe des Entfernungsmessers den Abstand zum Ziel, der ihm dann in seiner Optik angezeigt wird und automatisch im Zielfernrohr eingestellt wird. Nach dem Einstellen der Entfernung ist manuell nachzurichten. Werte für Lufttemperatur, Treibladungstemperatur, Rohrabnutzung und Luftdruck werden bei Bedarf ebenfalls manuell eingestellt und werden automatisch bei der Einstellung der Entfernung berücksichtigt. Die „Automatik Delta D“ korrigiert die eingestellte Schussentfernung durch fortlaufendes Messen der seit dem Auslösen des Lasers zurückgelegten Fahrstrecke bei Berücksichtigung der Turmstellung. Die Feuerleitanlage erlaubt eine treffsichere Bekämpfung von Zielen bis in etwa 1800 m Entfernung. Das Bekämpfen von Zielen aus der Fahrt ist bis zu einer Geschwindigkeit von etwa 25 km/h möglich. Die Bekämpfung von Zielen bei Nacht ist möglich, jedoch ist die maximale Bekämpfungsreichweite auf die Reichweite der Infrarotscheinwerfer beschränkt. Die Nutzung des Lasers ist in Verbindung mit dem Nachtsichtgerät nicht möglich, so dass die Entfernung zum Ziel vom Richtschützen geschätzt werden muss. Das Feuerleitsystem entspricht in seiner Leistung etwa denen des M60A1, des Leopard 1 oder des AMX 30.

### Antrieb und Laufwerk

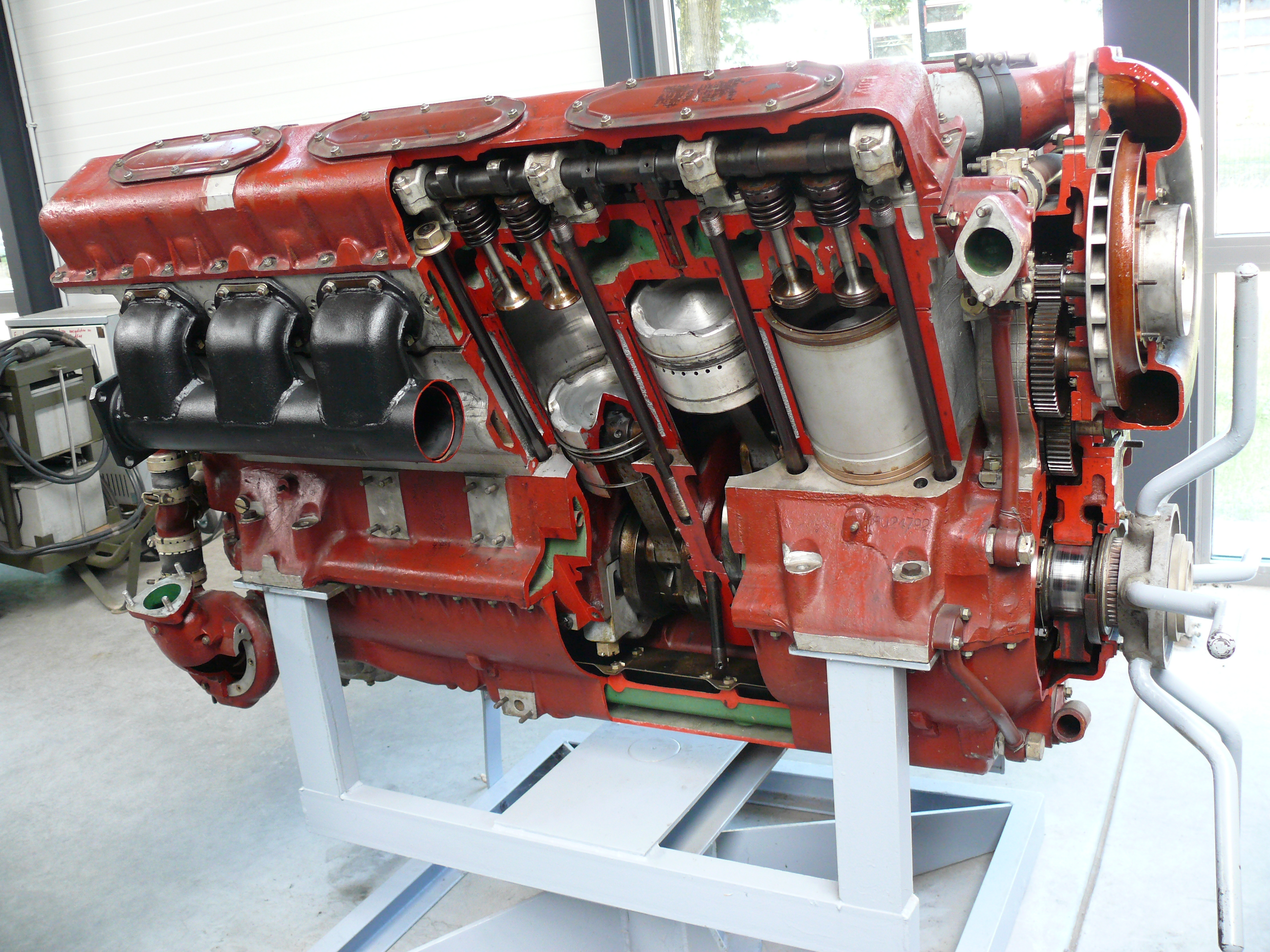
Schnittmodell des Motors

Der T-72 wird von einem 38,88-Liter-12-Zylinder-Dieselmotor mit Turboaufladung mit der Bezeichnung W-46-6 angetrieben. Die maximale Leistung beträgt 573 kW (780 PS) bei 2000/min, bei späteren Modellen (z. B. T-72B) kam der W-84 Turbo-Dieselmotor mit einer höheren Motorleistung 618 kW (840 PS) bei 2000/min zum Einsatz. Die Treibstofftanks befinden sich vorne in der Wanne rechts und links neben dem Fahrer sowie im hinteren Bereich der Wanne. Der Motor ist im Heck unmittelbar hinter der Trennwand zum Kampfraum untergebracht. Direkt hinter dem Motor befindet sich ein großer Kühler, darunter sitzt das Getriebe. Der Motor ist vielstofffähig und kann mit Kraftstoffen wie Dieselkraftstoff, Motorenbenzin oder Kerosin betrieben werden. Der Treibstoffverbrauch beträgt für den T-72B beim Marsch über befestigte Straßen etwa 250 l/100 km. An Treibstoff können insgesamt 1590 l mitgeführt werden. Es werden 705 l unter Panzerschutz, 495 l über der rechten Kettenschulter sowie etwa 390 l in Rollreifenfässern am Heck mitgeführt.
Die Federung der jeweils sechs Laufrollen erfolgt über Torsionsstäbe. Der maximale Federweg der Laufrollen beträgt 285 mm; beim T-72B wurde der maximale Federweg auf 325 mm erhöht. Das Antriebsrad befindet sich am Heck; zusätzlich sind drei Stützrollen vorhanden, die das Durchhängen der Kette verhindern sollen. An der ersten, zweiten und sechsten Laufrolle an jeder Seite sind zusätzlich hydraulische Stoßdämpfer angebracht. Der obere Teil des Laufwerks wird durch eine vierteilige Kettenschürze geschützt. Die Kette des T-72 ist eine Scharnierkette, die dem Fahrzeug im Gelände sehr gute Bodenhaftung verleiht.

### Besatzung

Im T-72 haben Kommandant (1), Richtschütze (2) und Fahrer (3) ihre Plätze unmittelbar neben und über dem Magazin des Ladeautomaten (4), das die Treibladungen (orange) und Geschosse (gelb) enthält

Die Besatzung des T-72 besteht wie bei allen sowjetischen Panzern seit der Einführung des T-64 aus drei Soldaten: dem Fahrer, dem Richtschützen und dem Kommandanten.
Richtschütze und Kommandant haben ihre Plätze im Turm unmittelbar über dem Karussell des Ladeautomaten, das die Munition enthält, während der Fahrer mit dem Rücken zum Karussell in seinem Abteil in der Wanne sitzt. Durch das flache Design des Panzers und den Ladeautomaten im Turm steht den Besatzungsmitgliedern nur wenig Platz zur Verfügung. Speziell im Turm sorgt der Ladeautomat des T-72 für 25 Zentimeter weniger Beinfreiheit, als der Besatzung eines T-64 zur Verfügung steht.
- Der Fahrer sitzt vorn in der Wanne. Er gelangt durch eine Luke auf der Oberseite an seinen Platz. Für den Fall, dass der Panzer im Notfall verlassen werden muss und die Kanone des eigenen Panzers diese Luke blockiert, kann der Fahrer eine Notausstiegsluke an der Unterseite der Wanne benutzen, die sich hinter seinem Sitz befindet. Zur Sicherheit des Fahrers wurde der Infrarotscheinwerfer am Turm nach der ersten Serienversion des Panzers von links nach rechts verlegt. Der Scheinwerfer zwang vorher bei einer Turmstellung von 11–12° nach links zum Ausstieg auf der rechten Seite der Kanone, was gefährlich war, da der Soldat so unmittelbar vor die Öffnung geriet, aus der das koaxiale Maschinengewehr feuert.[56]
- Der Richtschütze sitzt links im Turm und verfügt über eine eigene Ausstiegsluke über seinem Platz. Er kann den Turm schwenken und den Höhenwinkel der Waffenanlage ändern, um über die vor seinem Platz eingebaute Optik Ziele anzuvisieren. Er wählt den Munitionstyp aus, mit dem der Ladeautomat die Kanone beschickt, und feuert sie oder das koaxiale Maschinengewehr ab.
- Der Kommandant sitzt rechts im Turm. An der Ausstiegsluke über seinem Platz ist das Flugabwehr-MG montiert. Die Aufgaben des Kommandanten beinhalten das Führen der anderen Besatzungsmitglieder über die Bordsprechanlage, die Kommunikation mit anderen Panzern oder Führungsstellen über das Funkgerät, das rechts von ihm eingebaut ist, und das Beobachten der Umgebung durch ein Periskop und die Winkelspiegel, die vor ihm installiert sind. Sollte die Munition im Ladeautomat verschossen sein oder der Mechanismus versagen, kann er von seinem Platz aus manuell die Kanone links von ihm oder das koaxiale Maschinengewehr vor ihm nachladen.

### Stärken und Schwächen
22 der 44 Schuss Munition an Bord lagern in einem Ladekarussell im Boden des Kampfraumes, in dem auch die Besatzung sitzt. Ein Feuer im Kampfraum kann daher leicht einen Cook off verursachen. Oft zielen Angreifer auf die Stelle des T-72, hinter der sich die Munition befindet. Wenn ein Geschoss an dieser Stelle die Panzerung durchschlägt, explodiert die gesamte Munition im Inneren des T-72. Manchmal wird dadurch der gesamte Geschützturm des Panzers von der Wanne gerissen und in die Höhe geschleudert. In anderen Panzermodellen wird die Munition aus Sicherheitsgründen von der Besatzung abgegrenzt im hinteren Teil des Panzers gelagert.

## Einsätze

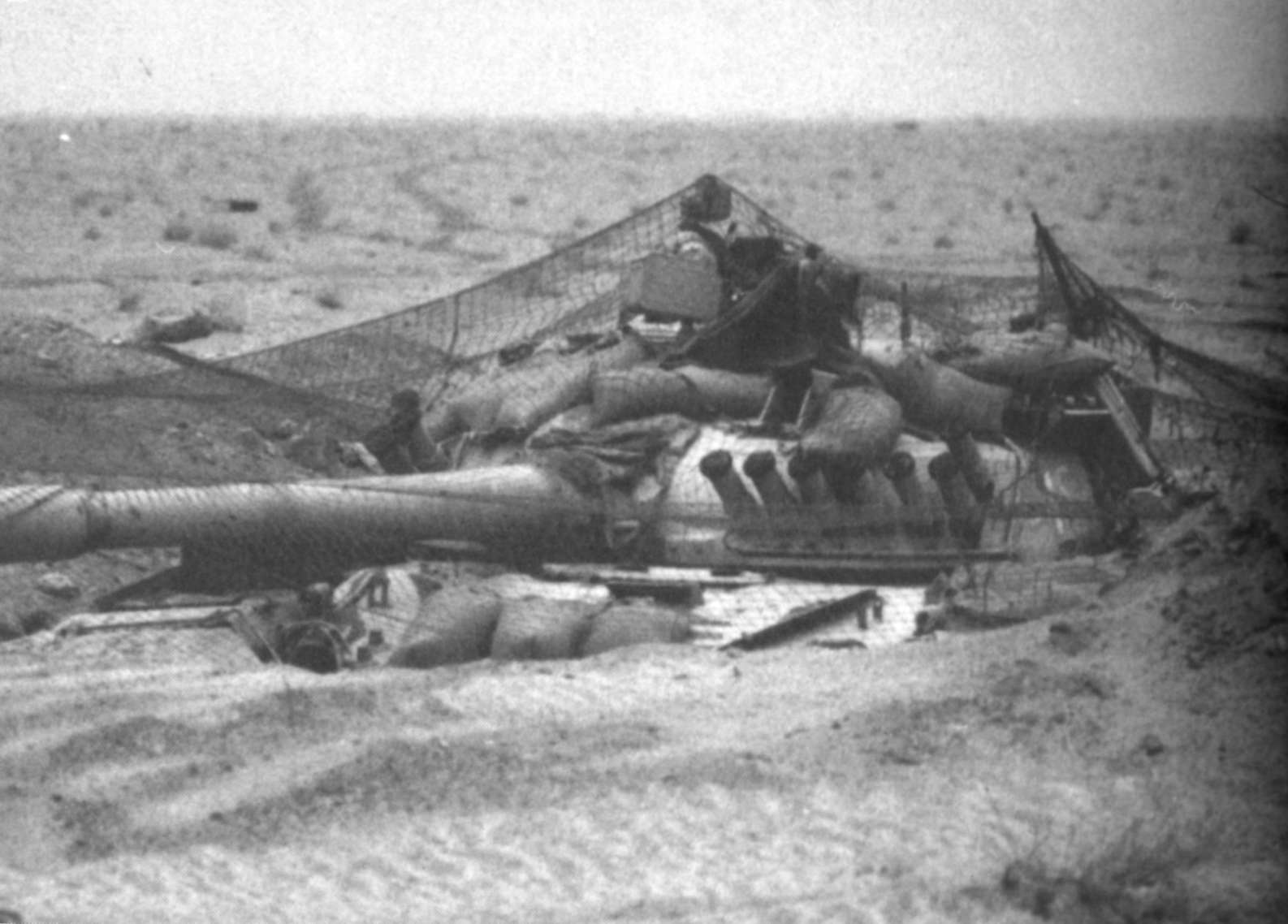
Der Turm eines von seiner Besatzung aufgegebenen irakischen T-72 „Asad Babil“ ragt aus seiner Stellung, 1991

Verschiedenste Versionen des T-72 wurden weltweit in zahlreichen Kriegen und Konflikten eingesetzt. Zu den Konflikten mit T-72-Einsätzen gehören:
- der Erste Golfkrieg zwischen Irak und Iran 1980 bis 1988 (auf beiden Seiten)
- der Libanonkrieg 1982 (auf syrischer Seite)
- der Bürgerkrieg in Sri Lanka 1987 (auf indischer Seite)
- der Bergkarabachkonflikt von 1988 bis 1994 (auf armenischer und aserbaidschanischer Seite)
- die Rumänische Revolution 1989
- die Invasion Kuwaits 1990 (auf irakischer (T-72) und kuwaitischer Seite (M-84))
- der Zweite Golfkrieg 1991 (auf irakischer Seite)
- die Jugoslawienkriege und Folgekonflikte 1991–1995 (auf serbischer und kroatischer Seite)
- der erste Tschetschenienkrieg 1994 bis 1996 (auf russischer Seite und wenige erbeutete Panzer auf tschetschenischer Seite)Zerstörter irakischer T-72

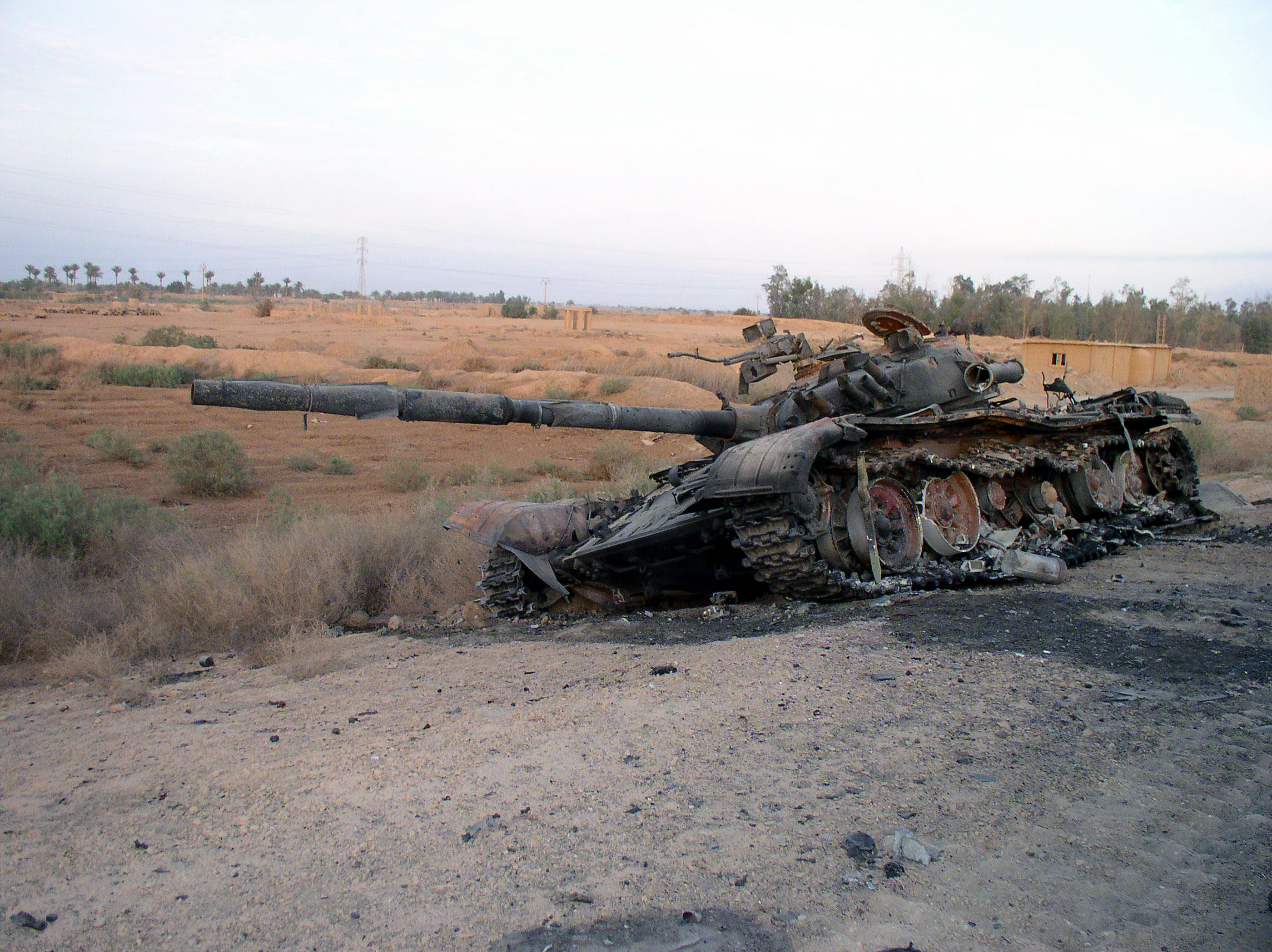
Zerstörter irakischer T-72

- der zweite Tschetschenienkrieg von 1999 bis 2000 (auf russischer Seite)
- der Irakkrieg 2003 (auf irakischer Seite)
- der Kaukasus-Konflikt 2008 (auf russischer und georgischer Seite)
- der Bürgerkrieg in Libyen 2011 (auf beiden Seiten)[58][59]
- der Bürgerkrieg in Syrien seit 2011 (auf Seiten der Regierungstruppen)[60]
- der Russische Überfall auf die Ukraine 2022 (auf beiden Seiten)[61]

### Libanonkrieg
Der erste Kampfeinsatz des T-72, über den Informationen veröffentlicht wurden, erfolgte 1982 auf syrischer Seite im Libanonkrieg gegen Israel. Zu dieser Zeit verfügte die syrische Armee über etwa 250 T-72 und T-72M, von denen die meisten der 3. Panzerdivision zugeteilt waren. Wie der T-72 in diesem Konflikt abschnitt oder wie viele Fahrzeuge verloren gingen, ist jedoch umstritten. Nachdem die Syrer die Kontrolle über den Luftraum verloren hatten und ihre 1. Panzerdivision bereits den Großteil ihrer Fahrzeuge bei Gefechten um Beirut verloren hatte, wurden ihre verbliebenen Fahrzeuge zusammen mit Teilen der 3. Panzerdivision zur Verteidigung der Hauptstraße zwischen Damaskus und Beirut in der Bekaa-Ebene gegen zahlenmäßig überlegene israelische Kräfte eingesetzt. Die 82. Panzerbrigade der syrischen 3. Division verlor dabei wenige Stunden vor dem Eintreten des Waffenstillstands mehrere T-72. Trotz anderslautender Angaben in mehreren Publikationen gibt es keine Beweise für T-72-Verluste im Gefecht mit israelischen Panzern und insbesondere keinen stichhaltigen Beleg für die Zerstörung von T-72 durch Merkava-I-Panzer oder umgekehrt. Berichte beider Seiten behaupten zwar, dem Gegner im Panzerkampf schwere Verluste beigebracht zu haben, aber das späte Eintreffen der syrischen T-72 erst kurz vor dem Ende des Konfliktes und ihr Einsatzort machen das – neben dem Fehlen physischer Beweise – extrem unwahrscheinlich.
Zwischen 9 und 12 syrische T-72 gingen verloren, wurden allerdings durch von Cobra-Kampfhubschraubern oder Geländewagen gestartete TOW-Raketen zerstört, während nur ein israelischer Merkava von einem T-62 außer Gefecht gesetzt wurde und die übrigen israelischen Verluste auf die Wirkung von Panzerabwehrraketen und auf Unfälle zurückzuführen waren. Ein israelischer Versuch, in der Nacht nach dem Waffenstillstand eines der T-72-Wracks aus dem Niemandsland zu bergen, scheiterte, so dass lediglich einige Daten durch Messungen am zerstörten Fahrzeug erhoben und einige Instrumente geborgen werden konnten.

### Bergkarabachkonflikt
Im Bergkarabachkonflikt beschafften sich die Konfliktgegner Panzer aus Depots der regulären Armee, stellten Besatzungen zusammen und ließen sie von Landsleuten, die in der Sowjetarmee in Panzerverbänden Wehrdienst geleistet hatten, notdürftig ausbilden. Am 8. Mai 1992 kam es zum Duell zwischen T-72-Panzern bei Şuşa. Ein aserbaidschanischer T-72 beschoss dabei auf 350 Meter einen armenischen T-72, der nach drei Treffern und dem Tod von Fahrer und Richtschütze ausbrannte. Im Zuge des Konflikts wurde die Bevölkerung von Şuşa mehrheitlich armenisch, worauf das Wrack des T-72 provisorisch restauriert und als Denkmal aufgestellt wurde.

### Jugoslawienkriegen

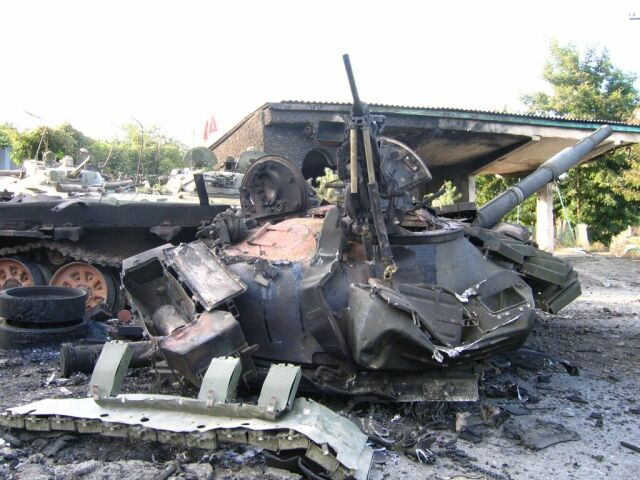
Der abgesprengte Turm eines georgischen T-72 liegt nach den Kämpfen in Zchinwali neben der Wanne, August 2008

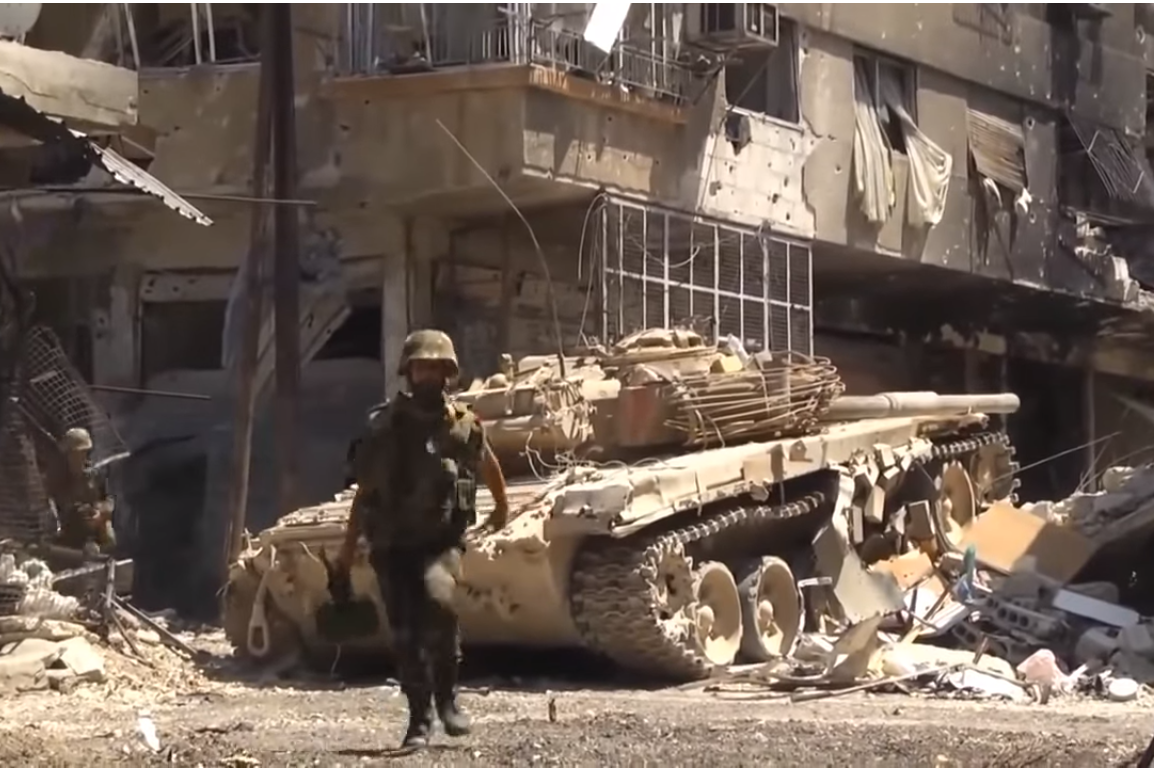
Ein T-72 der syrischen Armee während des Bürgerkriegs, Sommer 2015

In Europa kam der T-72 in den Jugoslawienkriegen bei der serbischen 10. mechanisierten Infanteriedivision zum Einsatz. Die Kroaten setzten gegen die T-72 Armbrust-Panzerabwehrwaffen ein, die jedoch nicht in der Lage waren, die Frontpanzerung der Panzer zu durchschlagen.

### Erster Tschetschenienkrieg
Im ersten Tschetschenienkrieg 1994 versuchten russische Panzerverbände, im Verbund mit motorisierter Infanterie die tschetschenische Hauptstadt Grosny zu erobern. Die tschetschenischen Milizen zerstörten viele T-72, T-80 und Schützenpanzer mit Panzerfäusten wie der RPG-7 und der RPG-22, indem sie von hohen Gebäuden aus auf die schwach gepanzerten hinteren Teile der Turmdecken und die Motorabdeckungen feuerten. Die Turmwaffen der T-72 konnten nicht genügend erhöht werden, um die Angreifer zu bekämpfen.
Am Neujahrstag 1994 wurde so in Grosny nahezu der gesamte Panzerbestand der 131. „Maikop“-Brigade zerstört, darunter viele T-72B. Laut russischen Quellen war die Brigade damals ausschließlich mit dem Typ T-72A ausgerüstet. Von den wenigen verbliebenen T-72 der Brigade wies einer mindestens sieben Treffer von Panzerabwehrraketen auf, die die Kernpanzerung nicht hatten durchschlagen können. In folgenden Operationen hielten die T-72-Besatzungen Abstand zu gegnerischen Stellungen, nutzten die überlegene Reichweite ihrer Bordwaffen und wandten dem Gegner nur die mit Reaktivpanzerung geschützte Front ihrer Panzer zu, so dass selbst 9M111-Treffer weitgehend wirkungslos blieben.

### Zweiter Golfkrieg 1990 und Irakkrieg 2003
Im Zweiten Golfkrieg 1990 und im Irakkrieg 2003 mussten sich die T-72, T-72M und T-72M1 der Iraker modernen Panzertypen wie dem M1 Abrams stellen. Nachdem bereits 30 bis 40 % der irakischen Panzer aus der Luft zerstört worden waren, wurden die verbliebenen Panzer in offenem Gelände in provisorischen Stellungen postiert und dort weitgehend zerstört oder von den Besatzungen aufgegeben. Während die Panzer der Koalition die T-72 noch auf 4000 Meter wirkungsvoll bekämpfen konnten, war die effektive Reichweite der T-72 deutlich geringer. Die irakischen Richtschützen nutzten wegen mangelhafter Ausbildung den Entfernungsmesser nicht und schossen mit einem voreingestellten Wert von 1800 Metern. Bei Dunkelheit oder schlechten Sichtverhältnissen erwies sich zudem das Fehlen von Wärmebildgeräten als katastrophal, weil die T-72 sich nicht verteidigen konnten, während ihre Gegner sie gezielt beschießen konnten.
Zudem zeigte sich die Problematik der im Kampfraum untergebrachten Munition: ein Treffer setzte oft eine oder mehrere Treibladungen in Brand; in weniger schweren Fällen brannte die Munition langsam ab, wobei der gesamte Innenraum eingeäschert wurde, in schweren Fällen griff das Feuer auf die Munition im Ladeautomaten über, die dann explodierte und den Turm des Panzers wegschleuderte. Im Englischen wird dies Jack-in-the-box effect genannt.
Lediglich sieben M1A1-Panzer der Koalitionstruppen erhielten im Zweiten Golfkrieg Treffer von irakischen T-72, ohne dabei zerstört oder schwer beschädigt worden zu sein. Die Iraker verwendeten 1990 veraltete 3BM9-Unterkalibergeschosse, die in der Sowjetunion bereits seit 1973 ausgemustert waren.

### Kaukasus-Konflikt 2008
Während des Kaukasus-Konfliktes im August 2008 setzten georgische Streitkräfte Panzer ein, um die ossetische Hauptstadt Zchinwali zu besetzen. Die örtlichen Milizen zerstörten mehrere der georgischen T-72 mit Panzerfäusten; die russische Luftwaffe zerstörte weitere T-72. 25 georgische T-72 (darunter 22 T-72(B) und drei T-72Sim1) wurden von russischen Streitkräften während und nach dem Konflikt unbeschädigt erbeutet.

### Bürgerkrieg in Syrien

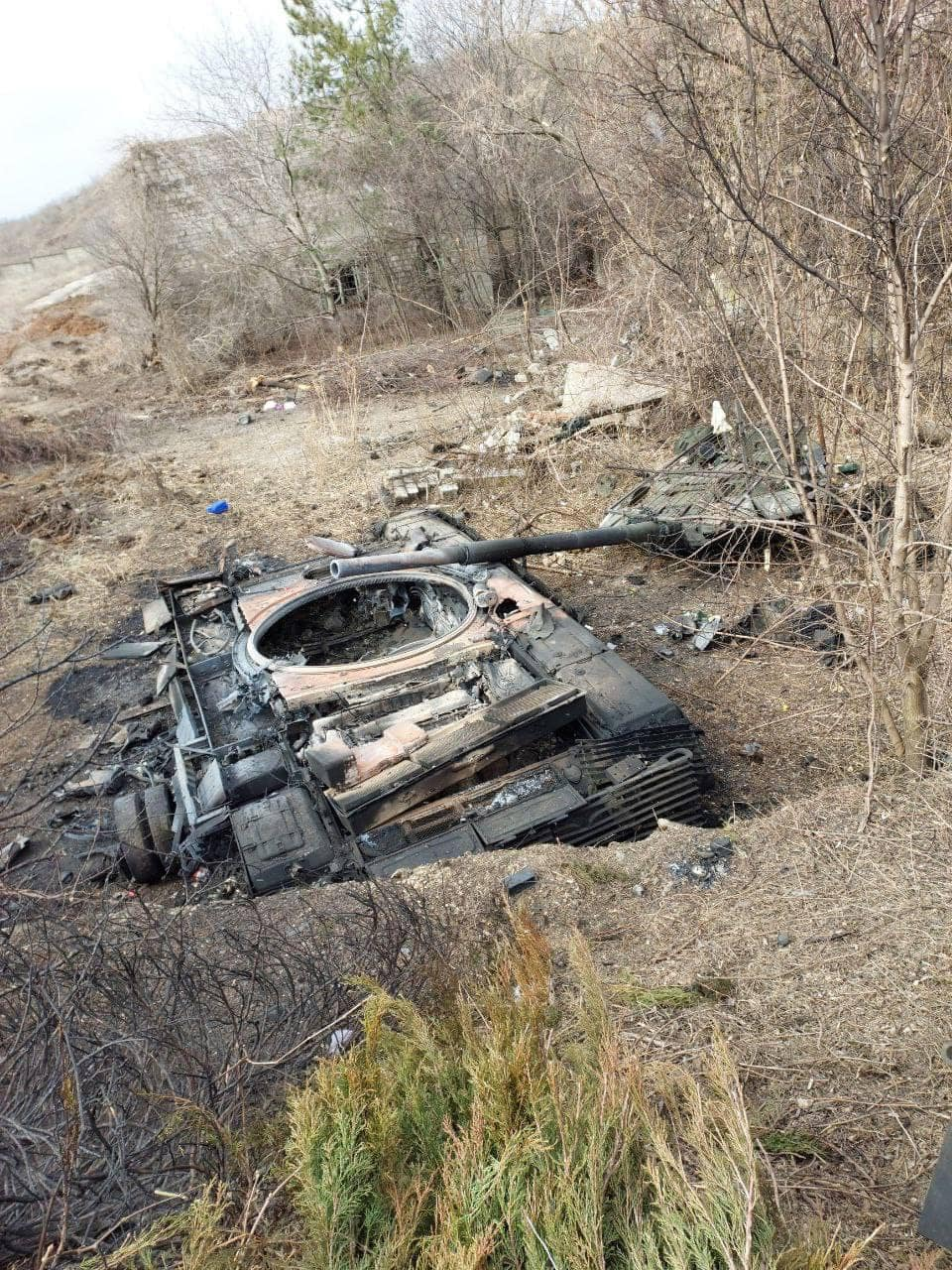
T-72 mit abgesprengtem Turm bei der Belagerung von Mariupol

Im Bürgerkrieg in Syrien wurde der T-72 von der Syrischen Armee und anderen Bürgerkriegsparteien eingesetzt. Dabei kamen die Panzer auch bei Gefechten in dicht besiedelten Gebieten zum Einsatz, wie beispielsweise 2015 bei den Kämpfen um Jobar, einem Vorort von Damaskus. Sie erwiesen sich als verwundbar durch Panzerabwehrraketen der Aufständischen, so dass Panzereinheiten der Regierungstruppen mit Hilfe der Russischen Föderation seit Jahresende 2015 auch mit dem besser geschützten T-90 ausgerüstet wurden.

### Russischer Überfall auf die Ukraine 2022
Beim russischen Überfall auf die Ukraine setzen die Streitkräfte Russlands und auch die Ukrainischen Streitkräfte den T-72 ein. Gemäß OSINT-Analysen des Militär-Blogs Oryx soll Russland mit Stand von Anfang Februar 2025 mindestens 1652 T-72 und die ukrainischen Streitkräfte mindestens 286 T-72 verloren haben.
Anfang April 2024 tauchten Videos von einem sogenannten „Schildkröten-Panzer“ auf, der anfangs bei Krasnohoriwka in der Region Donezk Erfolge erzielte. Er basiert auf einem T-72 mit zusätzlich angebrachten Schutzhülle und Minenpflug um den Panzer vor FPV-Drohnen und Panzerabwehrminen zu schützen. Allerdings wurde dadurch der Richtbereich des Geschützes und die Sicht der Besatzung eingeschränkt.

## Varianten
Varianten T-72 und T-72A (Export):
- T-72 Ural (Objekt 172M): Erste Serienversion ab 1974, mit 125-mm-Glattrohrkanone 2A46, Ladeautomat und gegossenem Turm. Später nachgerüstet mit TPDK-1-Entfernungsmesser und Zusatzpanzerung auf dem Dach.
- T-72K: Führungspanzer mit zusätzlicher Navigations- und Kommunikationsausrüstung sowie einem 10-m-Antennenmast.
- T-72A (Objekt 174): Vereinfachte Exportversion ab 1975. Nicht mit dem späteren T-72A (Objekt 176) der Sowjetarmee zu verwechseln.

Varianten T-72A, T-72G und T-72M:
- T-72A (Objekt 176): Zweite Serienversion ab 1979 mit TPDK-1-Entfernungsmesser für den Richtschützen sowie verbesserter 2A46-Glattrohrkanone.[84] Feuerleitsystem mit Laser-Distanzmesser. Mit zusätzlichen Seitenschürzen, zusätzlicher Kompositpanzerung an Turmfront, 902B-Nebelwerfer am Turm sowie weiteren Detailverbesserungen.
- T-72W: Vorläufer des T-72AW mit optischem Entfernungsmesser sowie Reaktivpanzerkacheln vom Typ Kontakt-1.
- T-72AW: Verbesserter T-72A mit 227 Kacheln der Kontakt-1-Reaktivpanzerung.
- T-72G (Objekt 172M-E): Russische Exportversion des T-72A, in Polen und der ČSSR als T-72M nachgebaut.
- T-72GM: Vereinfachte Exportversion des T-72M1 für die NVA der DDR.
- T-72AK (Objekt 176K): Führungspanzerversion des T-72A mit zusätzlicher Navigations- und Kommunikationsausrüstung.
- T-72AKW: Führungspanzerversion des T-72AW mit zusätzlicher Navigations- und Kommunikationsausrüstung.
- T-72M (Objekt 172M-E2): Verbesserte Exportversion des T-72A mit neuer Schottpanzerung an der Turmfront sowie älterem TPN-1-49-23-Nachtsichtgerät. Ab 1980 u. a. für Polen, die DDR und der ČSSR hergestellt. Mit TPDK-1-Laser-Entfernungsmesser, größerem Munitionsvorrat und Detailverbesserungen.
- T-72MK: Exportversion des T-72AK mit TNA-3-Navigationsanlage und R-130M-Funkausrüstung.
- T-72M1 (Objekt 172M-E5): Verbesserter T-72A/T-72M ab 1982. Modifizierter Turm mit Schottpanzerung, zusätzliche 16-mm-Panzerplatte auf dem Wannenbug.
- T-72M1K: Führungspanzerversion des T-72M1 mit zusätzlicher Kommunikationsausrüstung
- T-72M1W: Variante des T-72M1 mit Reaktivpanzerung vom Typ Kontakt-1.
- T-72M1M (Objekt 172M-E8): Nachrüstprogramm für den T-72M1, vorgestellt 2002. Mit IR-Tarnfolie Nakidka sowie W-92S2-Dieselmotor mit 735 kW (1000 PS). Mit neuer 125-mm-2A46M-2-Kanone und Rohrraketen 9K119 Swir.[85][86] Ausgerüstet mit Reaktivpanzerung der dritten Generation vom Typ Relikt sowie dem Arena-Lenkwaffen-Abwehrsystem. Mit neuem zentralen Feuerleitsystem RAMKA.

Variante T-72B:
- T-72B Olcha (Objekt 184): Dritte Serienversion ab 1985 mit neu konstruiertem Turm und 2A46M-Glattrohrkanone. Kompositpanzerung und zusätzliche 30 mm starke Panzerplatte am Wannenbug. Mit zusätzlicher 15 mm starker Schutzschicht gegen Neutronenwaffen. Ausgerüstet mit Lenkwaffen 9K119 Swir. Später nachgerüstet mit 227 Reaktivpanzerkacheln vom Typ Kontakt-1. In der NATO trägt dieses T-72-Modell den Spitznamen „Super Dolly Parton“.
- T-72BK (Objekt 184K): Führungspanzerversion des T-72B mit zusätzlicher Navigations- und Kommunikationsausrüstung.
- T-72B1 (Objekt 184-1): Wie T-72B, aber ohne Lenkwaffen 9K119 Swir.
- T-72B1W: Wie T-72B1, aber mit zusätzlicher Reaktivpanzerung am Turm.
- T-72B2: Wie T-72BM, aber ohne Lenkwaffen 9K119 Swir.
- T-72B3 (Objekt 184-4): Nachrüstprogramm für die russischen Streitkräfte seit 2011. Ausgerüstet mit TKN-4SR-Tag-/Nachtsichtoptik mit Infrarotkanal für den Kommandanten und PNM-Sosna-U-Zielfernrohr für den Schützen sowie neuem Kalina-Feuerleitcomputer mit GLONASS-Navigationssystem. Mit Dieselmotor W-84 mit 618 kW (840 PS) und 125-mm-Kanone vom Typ 2A46M-5. Mit Reaktivpanzerung vom Typ Kontakt-5. Mitte 2024 wurde das mutmaßliche Handbuch des T-72B3 auf Reddit veröffentlicht.[87]
- T-72B3M/4M: Nachrüstprogramm für die russischen Streitkräfte seit 2014. Ausgerüstet mit TKN-4SR-Tag-/Nachtsichtoptik mit Infrarotkanal für den Kommandanten und PNM-Sosna-U-Zielfernrohr für den Schützen sowie 1A40-4-Feuerleitcomputer. Mit Dieselmotor W-92S2F mit 842 kW (1130 PS) und 125-mm-Kanone vom Typ 2A46M-5 (D-81TM). Mit Reaktivpanzerung vom Typ Relikt.[88]
- T-72BA: Nachrüstprogramm für die russischen Streitkräfte der Unternehmen Uralwagonsawod und Tschljabinsker Traktorenwerk. Ältere T-72A/B werden auf T-90-Standard nachgerüstet. Inkl. 1A45-Feuerleitanlage, 9K119 Swir-Lenkwaffen, verbessertem Ladekarussel und Reaktivpanzerung vom Typ Kontakt-5.
- T-72BR: (Objekt 184M) Wie T-72B1, aber nur 155 Panzerkacheln aus Reaktivpanzerung vom Typ Kontakt-1.
- T-72BM (Objekt 187): Vierte Serienversion ab 1988 mit verstärkter Kompositpanzerung an der Turmfront sowie Reaktivpanzerung vom Typ Kontakt-5. In der NATO auch als SMT M1990 bezeichnet. Mit Lenkwaffen 9K119 Swir.
- T-72BM-1 Rogatka: Version des T-72BM, vorgestellt 2006. Mit IR-Tarnfolie Nakidka und neuer 125-mm-2A46M-5-Kanone. Mit neuem W-92S2-Dieselmotor mit 1000 PS. Reaktivpanzerung der dritten Generation vom Typ Relikt. Mit modernem zentralen Feuerleitsystem RAMKA.
- T-72BW (Objekt 187M): Prototyp mit 12TSchN-Dieselmotor mit 1200 PS und neuem hydromechanischen Getriebe. Mit neuer Kanone vom Typ 2A66 (D-91T) und 1G46-Zielfernrohr mit digitalem Feuerleitrechner. Mit verstärkter Frontpanzerung sowie modifizierter Reaktivpanzerung vom Typ Kontakt-5. Vorläufer des T-90.
- T-72BU (Objekt 188): Modifizierter T-72BM/BW ab 1993. Mit moderner 1A45-Irtysch-Feuerleitanlage, Sensoren und Elektronik. Mit Reaktivpanzerung der dritten Generation vom Typ Kontakt-5. Nach dem katastrophalen Abschneiden des T-72 im Zweiten Golfkrieg wurde der Panzer aus Marketinggründen in T-90 umbenannt.
- BMPT-72: Modernisierungsmaßnahme vom September 2013, bei der der Turm entfernt und durch eine Waffenstation mit zwei 30-mm-Maschinenkanonen, zwei 30-mm-Granatwerfern, einem 7,62-mm-Maschinengewehr und vier Startrohren für Ataka-T-Panzerabwehrraketen ausgetauscht wurde.[89]
- BMO-T (Objekt 564): Panzerfahrzeug auf Basis des T-72 zum Transport/Einsatz von thermobarischen Flammenwerfern[90]

Varianten T-72S (Export):
- T-72S Shilden: Ab 1987 Exportversion des T-72B mit neuem Motor und geänderter Federung. Mit 155 Reaktivpanzerkacheln vom Typ Kontakt-1 sowie 1K13-49-Tag-Nacht-Zielperiskop für Lenkwaffen 9K119 Swir.
- T-72SK: Führungspanzerversion des T-72S mit Navigationsanlage und umfangreicherer Funkausrüstung.
- T-72S1: Exportversion des T-72B1 mit veränderter Reaktivpanzerung sowie verschiedenen Detailverbesserungen.
- T-72S1K: Führungspanzerversion des T-72S1 mit Navigationsanlage und umfangreicherer Funkausrüstung.

Varianten außerhalb der Sowjetunion / Russlands:
- T-72 SIM-1: Georgische Version des T-72B1 mit FALCON-C²-System sowie neuen Optiken und Nachtsichtgeräten. Ausgerüstet mit einem Freund-Feind-Erkennungs-System.
- T-72KZ: Modernisierte Variante des T-72B der israelischen Unternehmen IMI und Elbit für Kasachstan mit vom israelischen Kampfpanzer Sabra übernommener modularer Mehrschicht-Zusatzpanzerung sowie komplett neuer Elektronik, Feuerleitanlage und GPS-Navigationsausrüstung. Zusätzlich verfügt der Panzer über ein Thermal Imaging Stand-Alone System (TISAS; ein autonomes Wärmebildgerät zur Nachrüstung älterer KPz) sowie ein Nachtsichtgerät für den Fahrer.
- T-72AM Banan: Verbesserte T-72A-Variante für den Export des ukrainischen Unternehmens KMDB mit verbessertem Motorenpaket sowie Reaktivpanzerung der zweiten Generation.
- T-72AMT: ukrainische Modernisierung des T-72A mit Reaktivpanzerung und Fähigkeit zum Starten von Rohrraketen.[91][92]
- T-72MP: Modernisierte Variante des ukrainischen Unternehmens KMDB mit verbessertem Motorenpaket, westlicher Elektronik, neuer Turmpanzerung sowie neuer Reaktivpanzerung.
- T-72AG: Modernisierte Variante des ukrainischen Unternehmens KMDB mit verbessertem Motorenpaket mit 882 kW (1200 PS) Leistung und neuer 125-mm-KBA1-Kanone. Feuerleitcomputer, Elektronik und Optiken stammen aus dem T-80UD. Exportiert nach Algerien.
- T-72-120: Modernisierte Variante des ukrainischen Unternehmens KMDB mit 120-mm-Glattrohrkanone zum Verschuss von NATO-Munition. Munitionsbunker und Ladeautomat im Turmheck.
- T-72UA4: Modernisierte Variante des ukrainischen Unternehmens KMDB mit Motor 5TDFMA-1 mit 1.050 PS Leistung und Verteidigungssystem vom Typ Vatra.
- T-72 Moderna: Modernisierte Variante aus der Slowakei mit komplett neuer Elektronik, Feuerleitanlage und Navigationsausrüstung. Verbesserter Panzerschutz durch Einlagen aus Keramik und Kevlar sowie moderner Reaktivpanzerung. Zusätzlich mit einer 20-mm-KAA-001-Kanone an der rechten Turmseite.
- T-72M1CZ: Tschechoslowakische/slowakische Lizenzfertigung des T-72M.
- T-72M2CZ: Tschechoslowakische Lizenzfertigung des T-72M1.
- T-72M3CZ: Verbesserte Version mit neuer Elektronik, Feuerleitanlage und Navigationsausrüstung. Erhöhter Panzerschutz durch Einlagen aus Keramik und Kevlar.
- T-72M4CZ: Verbesserte Version des T-72M3CZ mit Galileo Avionica TURMS-T-Feuerleitanlage, verbessertem Dieselmotor sowie neuem Getriebe und geänderter Federung.
- PT-91 Twardy: Polnischer Nachbau des T-72M1 mit polnischer Reaktivpanzerung vom Typ ERAWA, neuer Elektronik sowie verbessertem Motor und Getriebe.
- PT-91 Pendekar: Die bislang modernste Version für den Export nach Malaysia, ausgestattet mit SAGEM-Nachtsichtgeräten und moderner Feuerleitanlage, digitaler Sprech- und Datenfunkanlage von Thales, Diehl-Ketten, RENK/SESM vollautomatischem Lastschaltgetriebe ESM350 sowie erneut verbessertem Motor Wola S1000R.[93]
- PT-72U: Version für sogenannte MOUT-Einsätze (Military Operations in Urban Terrain) mit fernsteuerbarem Maschinengewehr, Käfigpanzerung, verbesserter Kommunikationsausrüstung
- T-72MJ: Jugoslawische Version des T-72M mit verschiedenen Detailverbesserungen. Vorgänger des M-84.
- M-84: ex. jugoslawischer Nachbau des T-72A mit komplett neuer Elektronik, Sensoren, sowie neuer SUV-84-Feuerleitanlage.
- M-84A: Modifizierter M-84 mit W-46TK-Dieselmotor mit 735 kW (1000 PS), Produktion heute nur noch in Kroatien.
- M-84A ERA: Modifizierter M-84A mit Reaktivpanzerung vom Typ Kontakt-1.
- M-84AB: Exportversion des M-84A für Kuwait. Untervarianten sind der M-84ABK und M-84ABN.
- M-92 Vihor: Modifizierter M-84A mit komplett neuer Elektronik, Feuerleitanlage und Navigationsausrüstung; einziger Prototyp verblieb in Kroatien, Basis für Degman.
- M-84AB1: Serbisch-russische Variante des T-72M1 mit TSchU1-7-Schtora-1-Lenkwaffen-Abwehrsystem. Mit neuer Feuerleitanlage und Lenkwaffen 9K119 Swir.
- M-84A4 Snajper: Kroatisches Upgrade mit neuer Feuerleitanlage/Nachtkampffähigkeit.
- M-84D, aktuelles Upgrade der kroatischen Armee, bis auf alten M-84-Turm identisch mit Degman.
- M-95 Degman: Kroatischer Nachbau des T-72A mit völlig neuem Turm (Mehrschichtpanzerung), 120-mm- oder 125-mm-Glattrohrkanone, Lenkwaffen 9K119 Swir, Reaktivpanzerung und neuer Kommando- und Feuerleitelektronik.
- Tank EX: Indischer Kampfpanzer, basierend auf dem T-72. Mit völlig neuem Turm, 120-mm-Glattrohrkanone und neuer Elektronik. Die Verbundpanzerung stammt vom Arjun-Kampfpanzer.
- TR-125: rumänischer Prototyp auf Basis des T-72. 3 Stück hergestellt, keine Serienproduktion.[94]
- Asad Babil (Löwe von Babylon): Irakischer Nachbau des T-72M1 mit verbesserter 5-Schicht-Schottpanzerung an der Turmfront sowie 2A46M-Glattrohrkanone. Mit SUV-84-Feuerleitanlage sowie verbesserter Elektronik. Einsatz bei der Republikanischen Garde.

## Technische Daten

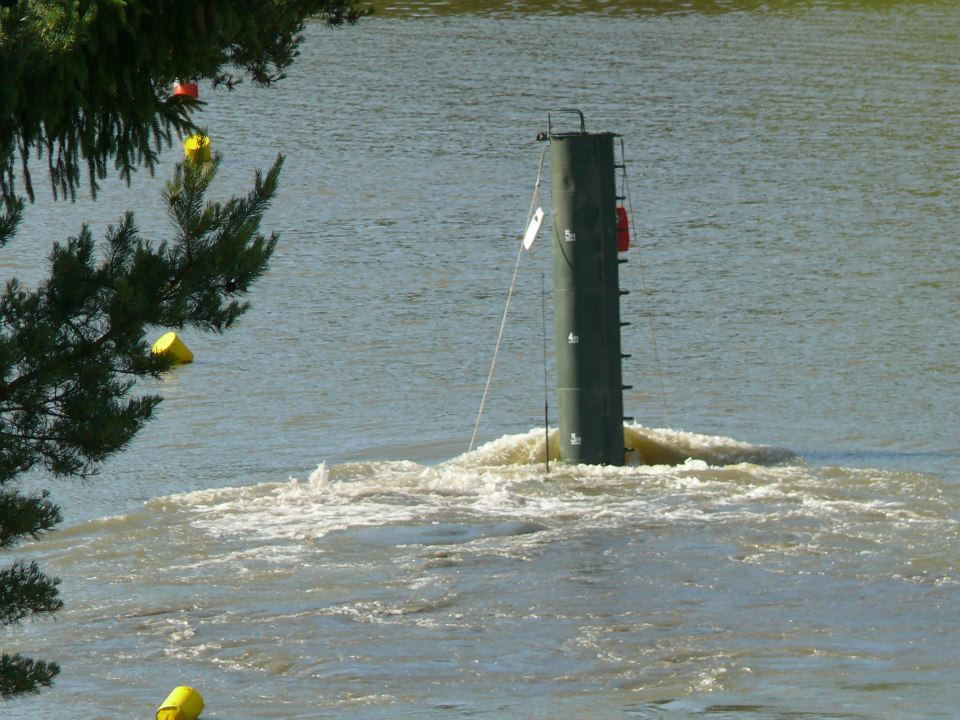
T-72M4CZ mit Schnorchel beim Durchwaten eines Gewässers

Technische Daten aus:
| Bezeichnung                    | Kampfpanzer T-72S |
| Typ:                           | Kampfpanzer |
| Besatzung:                     | 3 |
| Motor:                         | 12-Zylinder-Dieselmotor W-46-6 |
| Leistung:                      | 617 kW (840 PS) bei 2.000 1/min |
| Getriebe:                      | hydraulisch gesteuertes Umlaufräderschalt- und Lenkgetriebe mit sieben Vorwärtsgängen und einem Rückwärtsgang mit integriertem Seitenvorgelege für jeden Kettenstrang, |
| Fahrwerk:                      | drehstabgefedertes Stützrollenlaufwerk |
| Länge über alles:              | 9.533 mm |
| Breite über alles:             | 3.590 mm |
| Höhe über alles:               | 2.280 mm |
| Bodenfreiheit:                 | 490 mm |
| Watfähigkeit:                  | 1.200 mm ohne Vorbereitung, 5.000 mm mit Vorbereitung |
| Grabenüberschreitfähigkeit:    | 2.900 mm |
| Kletterfähigkeit:              | 850 mm |
| Steigfähigkeit:                | 60 % |
| Querneigung:                   | 40 % |
| Gefechtsgewicht:               | 46.500 kg |
| Spezifischer Bodendruck:       | 0,90 kg/cm² |
| Höchstgeschwindigkeit Straße:  | 60 km/h |
| Höchstgeschwindigkeit Gelände: | 36 km/h |
| Kraftstoffmenge:               | 1.000 Liter |
| Fahrbereich:                   | 550 km mit Treibstofffässern |
| Bewaffnung:                    | D81-TM-Kanone, 1 × PKT-MG, 1 × NSVT-MG |
| Munition:                      | 44 Schuss für die BK, 2.000 Patronen für das PKT, 300 Patronen für das NSVT                                                                                            |

## Nutzerstaaten

### Aktuelle Nutzer
- Algerien – Stand Januar 2018 befanden sich 325 T-72 im Dienst.[97]:325
- Angola – Stand Januar 2018 befanden sich 50 T-72 im Dienst.[97]:445
- Armenien – Stand Januar 2018 befanden sich 101 T-72 im Dienst.[97]:181
- Aserbaidschan – Stand Januar 2018 befanden sich 244 T-72 im Dienst.[97]:183
- Äthiopien – Stand Januar 2018 befanden sich 215 T-72 im Dienst,[97]:463 davon wurden 50 T-72A aus dem Jemen beschafft.[98]
- Belarus – Stand Januar 2018 befanden sich 527 T-72B und 5 T-72B3 im Dienst (Belarussische Streitkräfte).[97]:185

- Bulgarien – Stand Januar 2018 befanden sich 90 T-72 im Dienst.[97]:89
- Jemen – Stand Januar 2018 befindet sich eine unbekannte Anzahl T-72 im Dienst.[97]:370
- Demokratische Republik Kongo – Stand Januar 2018 befanden sich 100 T-72AW im Dienst.[97]:458
- Georgien – Stand Januar 2018 befanden sich 100 T-72 im Dienst.[97]:187
- Indien – Stand Januar 2018 befanden sich 1950 T-72M1 im Dienst.[97]:261
- Irak – Stand Januar 2018 befanden sich mindestens 168 T-72 im Dienst.[97]:338
- Iran – Stand Januar 2018 befanden sich 480 T-72S im Dienst.[97]:334
- Kasachstan – Stand Januar 2018 befanden sich 300 T-72BA im Dienst.[97]:188
- Kirgisistan – Stand Januar 2018 befanden sich 150 T-72 im Dienst.[97]:190
- Kroatien – Stand Januar 2018 befanden sich 90 T-72 unter der Bezeichnung M-84 im Dienst.[97]:90
- Libyen – Stand Januar 2018 befindet sich eine unbekannte Anzahl T-72 im Dienst.[97]:349
- Malaysia – Stand Januar 2018 befanden sich 48 PT-91 im Dienst.[97]:283
- Marokko – Stand Januar 2018 befanden sich 40 T-72 im Dienst.[97]:352
- Mongolei – Stand Januar 2018 befanden sich 50 T-72A im Dienst.[97]:286
- Myanmar – Stand Januar 2018 befanden sich 50 T-72S im Dienst.[97]:287
- Nicaragua – Stand Januar 2018 befanden sich 20 T-72B1 im Dienst.[97]:415
- Nigeria – Stand Januar 2018 befanden sich 12 T-72AW und 31 T-72M1 im Dienst.[97]:479
- Polen – Stand Januar 2018 befanden sich 458 T-72/T-72M1D, T-72M1 und 232 PT-91 im Dienst.[97]:135 Diese wurden im Zuge des Kriegs seit 2022 in weiten Teilen an die Ukraine abgegeben. Im März 2024 verfügte das polnische Heer noch über 172 der PT-91 und 111 T-72 verschiedener Ausführungen.[99]
- Russland
Russisches Heer – Ab dem 5. Juni 2019 befanden sich mindestens 1100 Т-72B/А[100] und mindestens 1298 Т-72B3 im Dienst.[101][102][103][104][105][106]
Russische Marineinfanterie – Ab dem 11. Januar 2019 befanden sich 80 Т-72B und 200 Т-72B3.[107][108]
Russische Luftlandetruppen Stand Januar 2018 befanden sich 60 T-72B3 im Dienst.[97]:200
Weitere 7000 T-72 waren eingelagert.[109]

Seit dem Beginn des russischen Überfalls auf die Ukraine 2022 am 24. Februar 2022 gibt es Belege dafür, dass Russland zahlreiche T-72 verlor (Stand 27. Dezember 2024): 4 T-72 „Ural“, 46 T-72A, 23 T-72AW, 350 T-72B, 111 T-72B Obr. 1989, 141 T-72B Obr. 2022, 31 T-72BA, 374 T-72B3, 3 T-72B3 Obr. 2014, 291 T-72B3 Obr. 2016, 76 T-72B3 Obr. 2022 und 181 weitere nicht identifizierte T-72 (Summe: 1631 T-72)
- Serbien – Stand Januar 2018 befanden sich 13 T-72 im Dienst.[97]:143
- Slowakei – Stand Januar 2018 befanden sich 30 T-72M im Dienst.[97]:146
- Sudan – Stand Januar 2018 befanden sich 70 T-72AW im Dienst.[97]:489
- Syrien – Stand Januar 2018 befindet sich eine unbekannte Anzahl an T-72/V, T-72B und T-72M1 im Dienst.[97]:362
- Tadschikistan – Stand Januar 2018 befanden sich 30 T-72 im Dienst.[97]:207
- Tschechien – Stand Januar 2018 befanden sich 30 T-72M4CZ im Dienst (Heer der Tschechischen Republik).[97]:94
- Turkmenistan – Stand Januar 2018 befanden sich 650 T-72/UMG im Dienst (Turkmenische Streitkräfte).[97]:208
- Uganda – Stand Januar 2018 befanden sich 10 T-72 im Dienst.[97]:493
- Ukraine
Ukrainische Streitkräfte – Stand 2021 befanden sich mindestens 100 Т-72AW/B1 und 33 Т-72AMT im Dienst. 500 weitere sind noch im Bestand.[97]:210
Nationalgarde der Ukraine – Stand 2021 befanden sich mindestens 36 T-72B und T-72M1 im Dienst.
Stand April 2022 lieferte Polen über 240 T-72M1/M1R und hatte (Stand Juli 2022) vor, weitere 232 PT-91 Twardy zu liefern.
Stand Januar 2024 wurden mindestens 331 weitere T-72 im Zuge des Russisch-Ukrainischen Krieges erbeutet.[111]
- Ungarn – Stand Januar 2018 befanden sich 30 T-72 im Dienst (Ungarisches Heer).[97]:115
- Usbekistan – Stand Januar 2018 befanden sich 70 T-72 im Dienst.[97]:214
- Venezuela – Stand Januar 2018 befanden sich 92 T-72B1 im Dienst.[97]:424

### Ehemalige Nutzer
- Bosnien und Herzegowina – Spätestens bis zum Januar 2018 ausgemustert.[97]:87
- Deutsche Demokratische Republik – Die T-72G, T-72GM und T-72GM1 sowie 162 T-72B wurden nach der Wiedervereinigung verkauft oder verschrottet.
- Finnland – Spätestens bis zum Januar 2018 ausgemustert.[97]:100
- Libanon – Spätestens bis zum Januar 2018 ausgemustert.[97]:347
- Kenia – Spätestens bis zum Januar 2018 ausgemustert.[97]:469

- Montenegro – Spätestens bis zum Januar 2018 ausgemustert.[97]:129
- Nordkorea – Spätestens bis zum Januar 2018 ausgemustert.[97]:275
- Nordmazedonien – Im Jahr 2025 an die ukrainischen Streitkräfte abgegeben.[112]:127
- Rumänien – Spätestens bis zum Januar 2018 ausgemustert.[97]:141 1989 hatte die Armata Română 30 T-72.[113]
- Südsudan – Spätestens ab dem Januar 2018 sind 80 T-72AW nicht mehr einsatzbereit.[97]:488
- Vietnam – Spätestens bis zum Januar 2018 ausgemustert.[97]:309

## Bilder

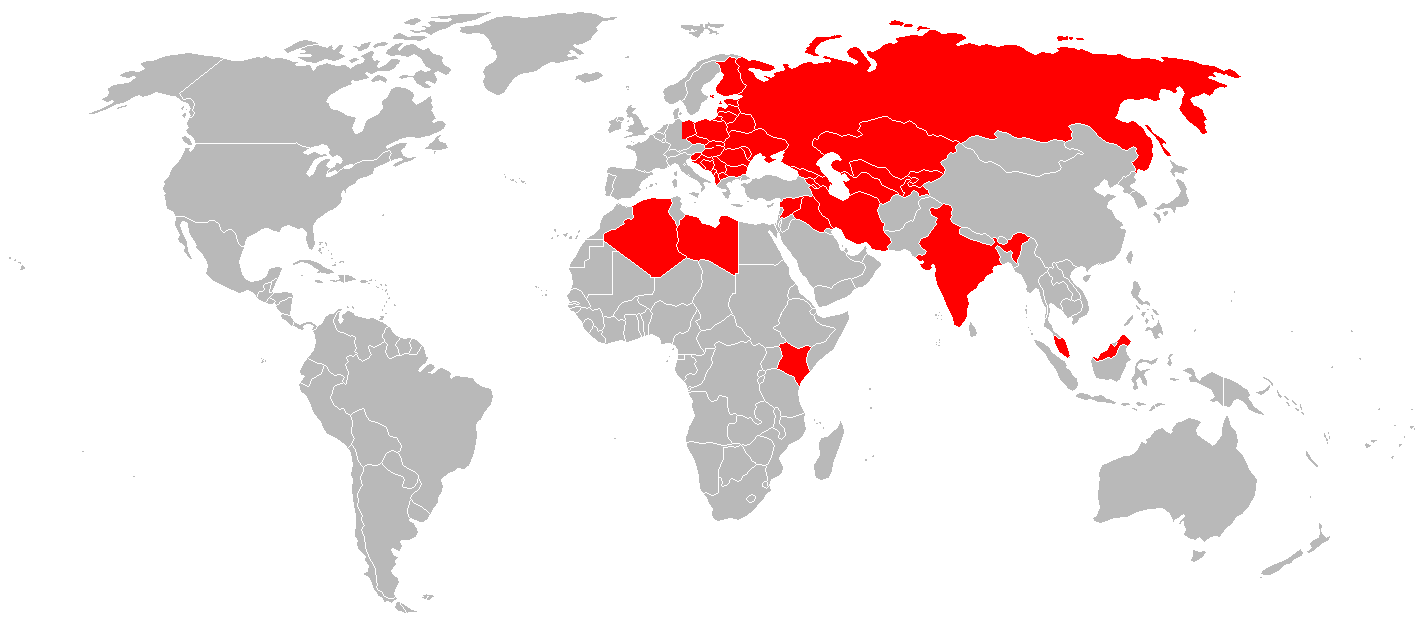
Staaten, die den T-72 verwenden und verwendeten
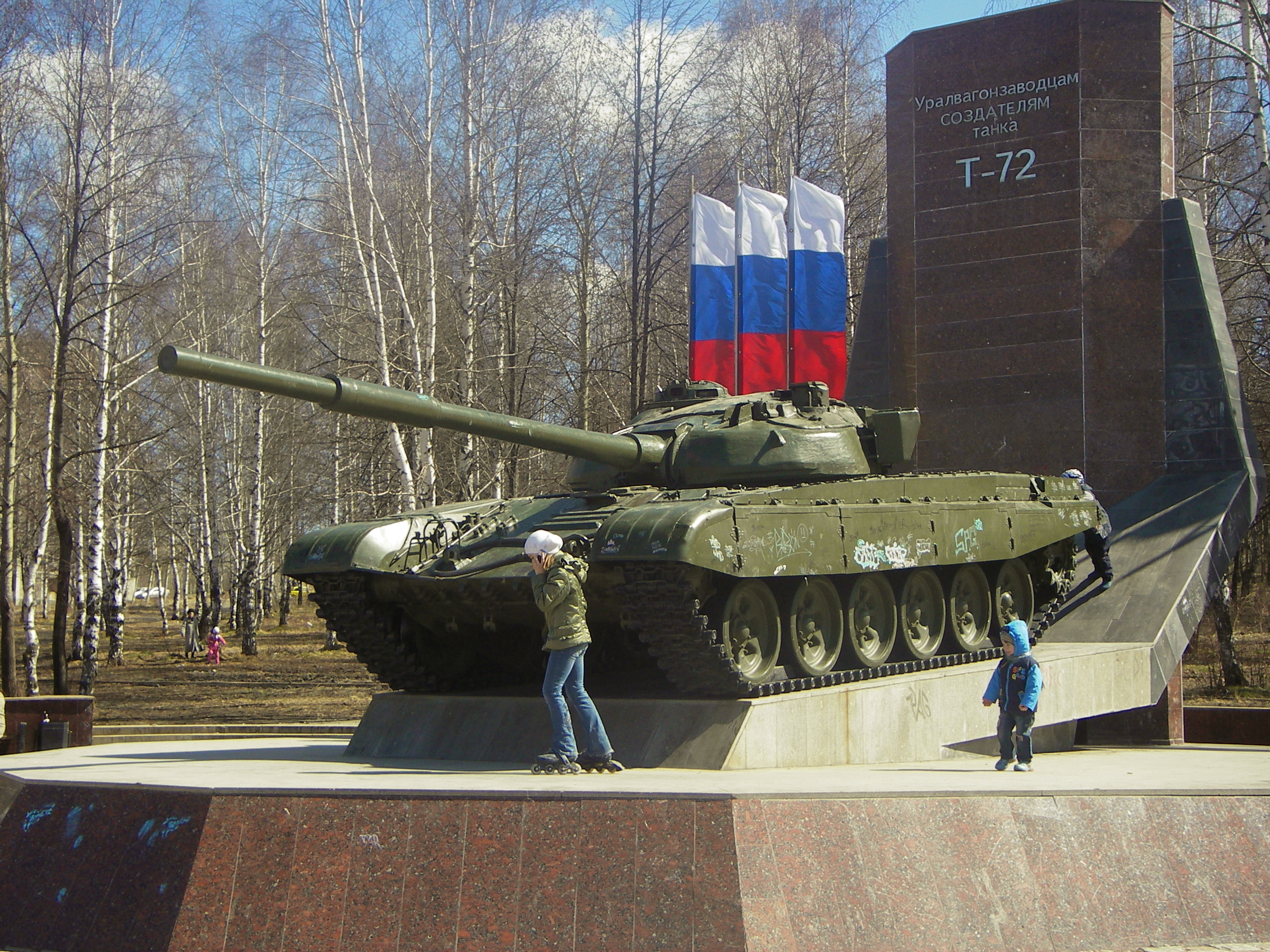
T-72-Denkmal in Nischni Tagil. Die Inschrift bedeutet: Den Mitarbeitern des Uraler Waggonwerkes – Schöpfer des Panzers T-72.
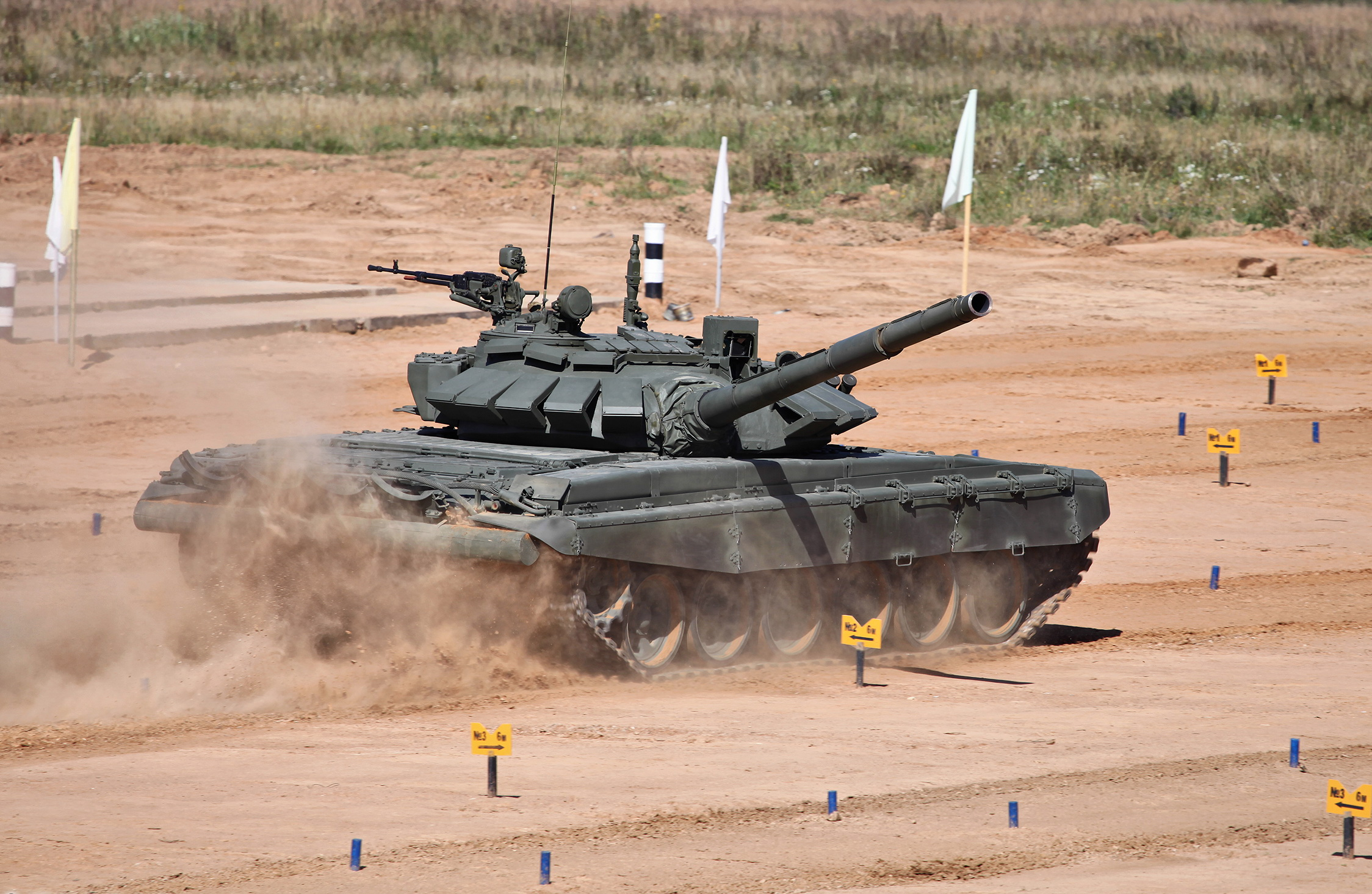
Russischer T-72B3 mit Kontakt-5-Reaktivpanzerung an der Turmfront ähnlich der des T-90
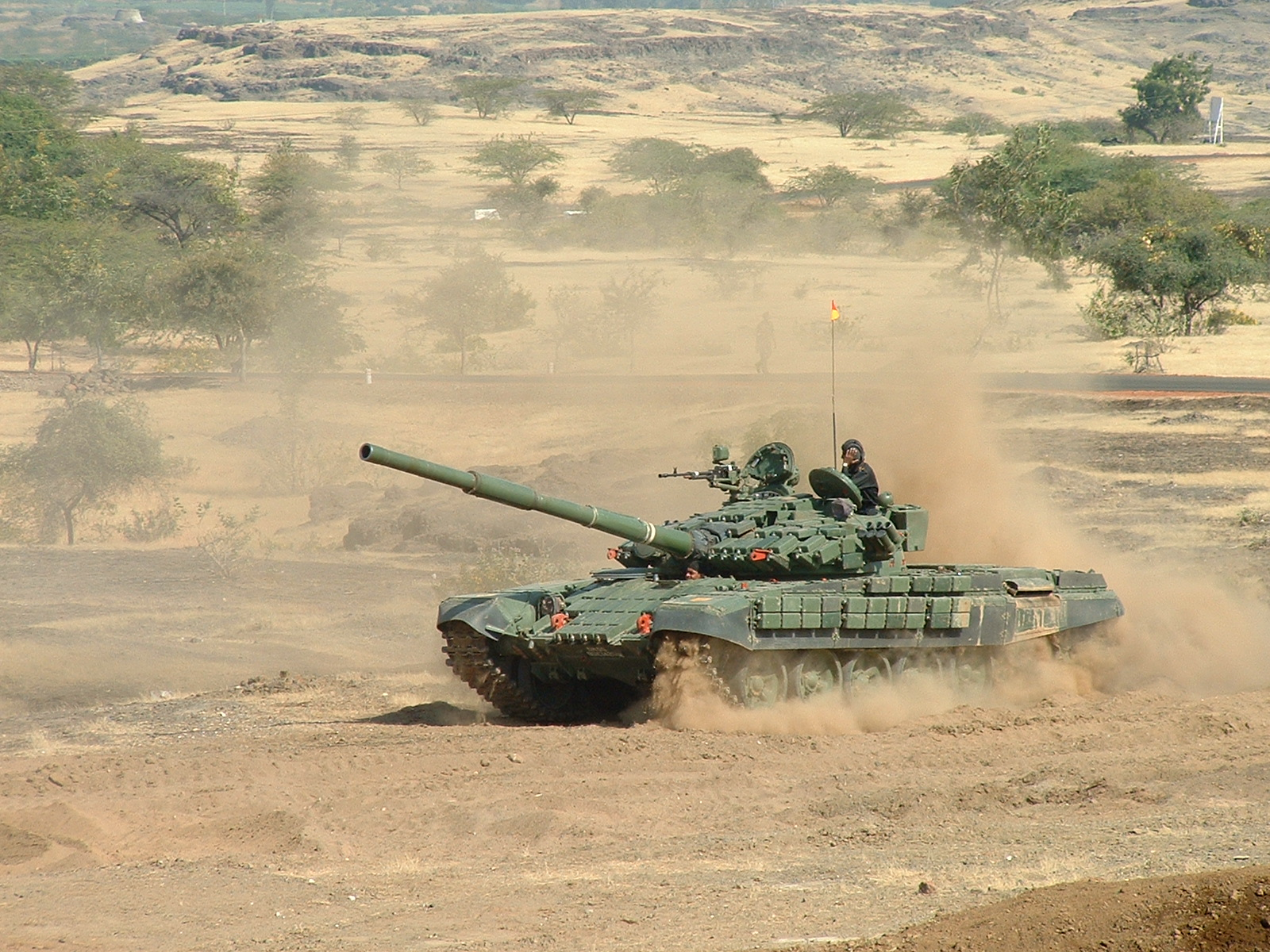
Indischer T-72M
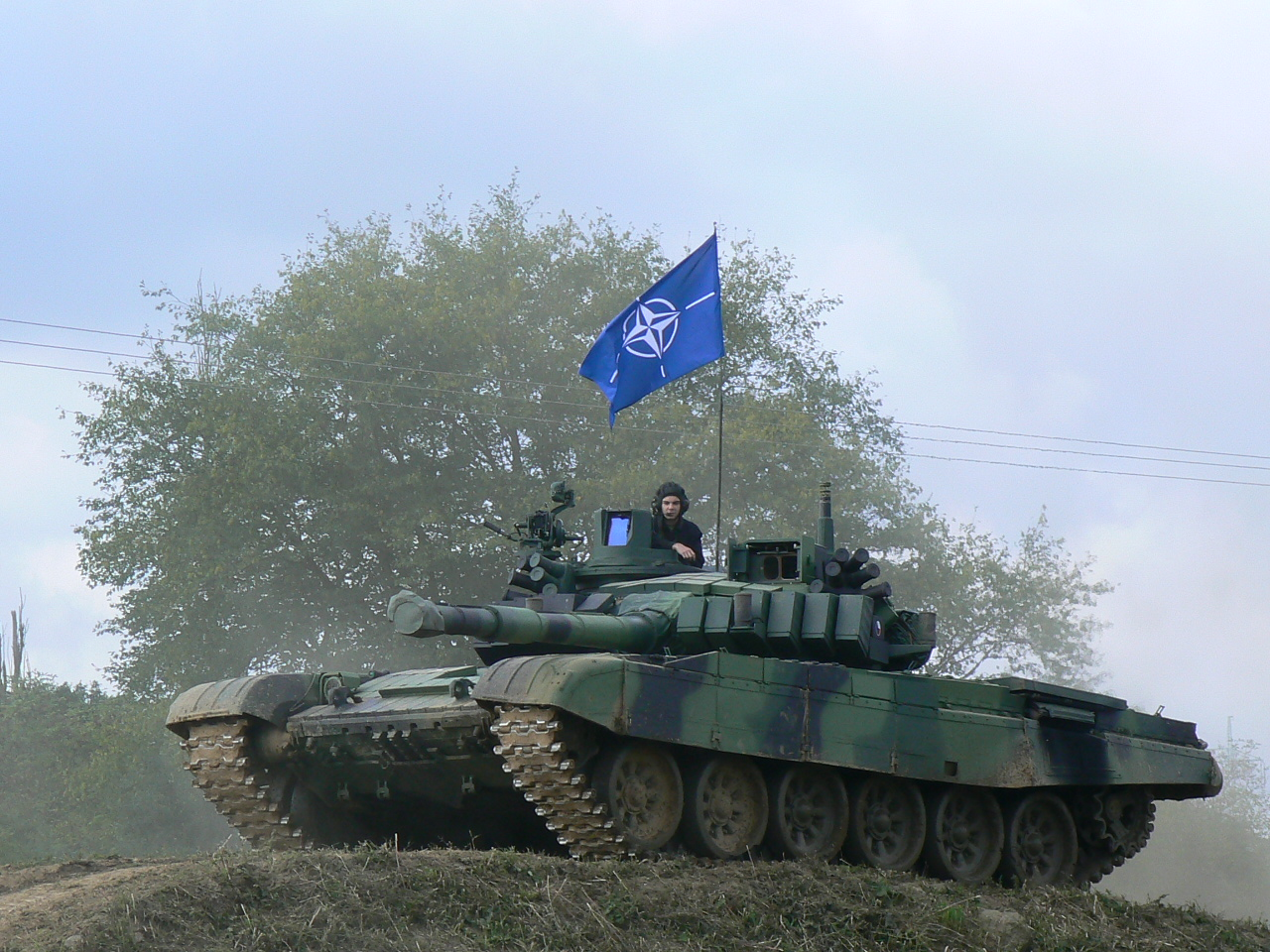
Tschechischer T-72M4CZ
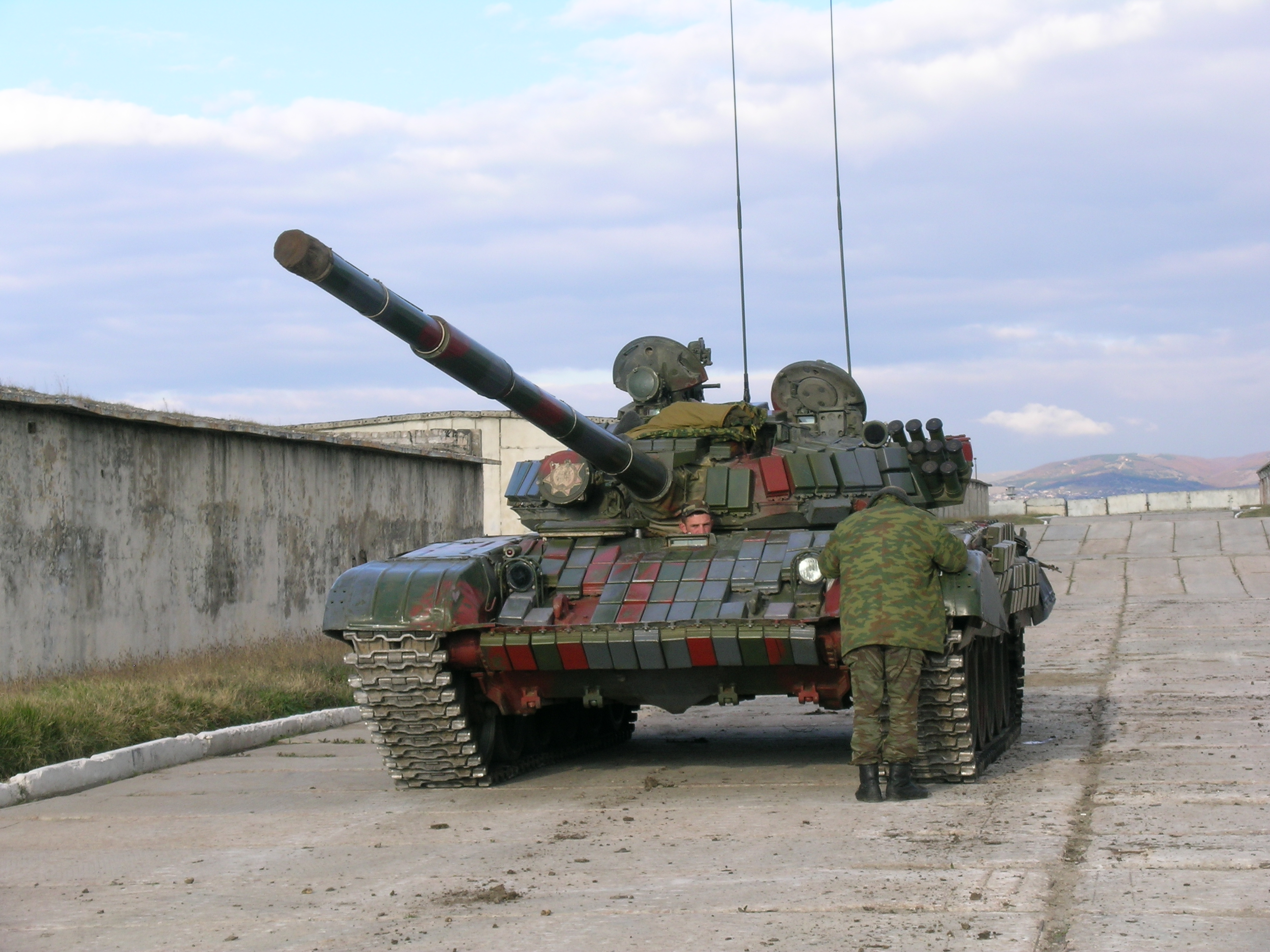
Georgischer T-72B1 mit Kontakt-1-Reaktivpanzerung
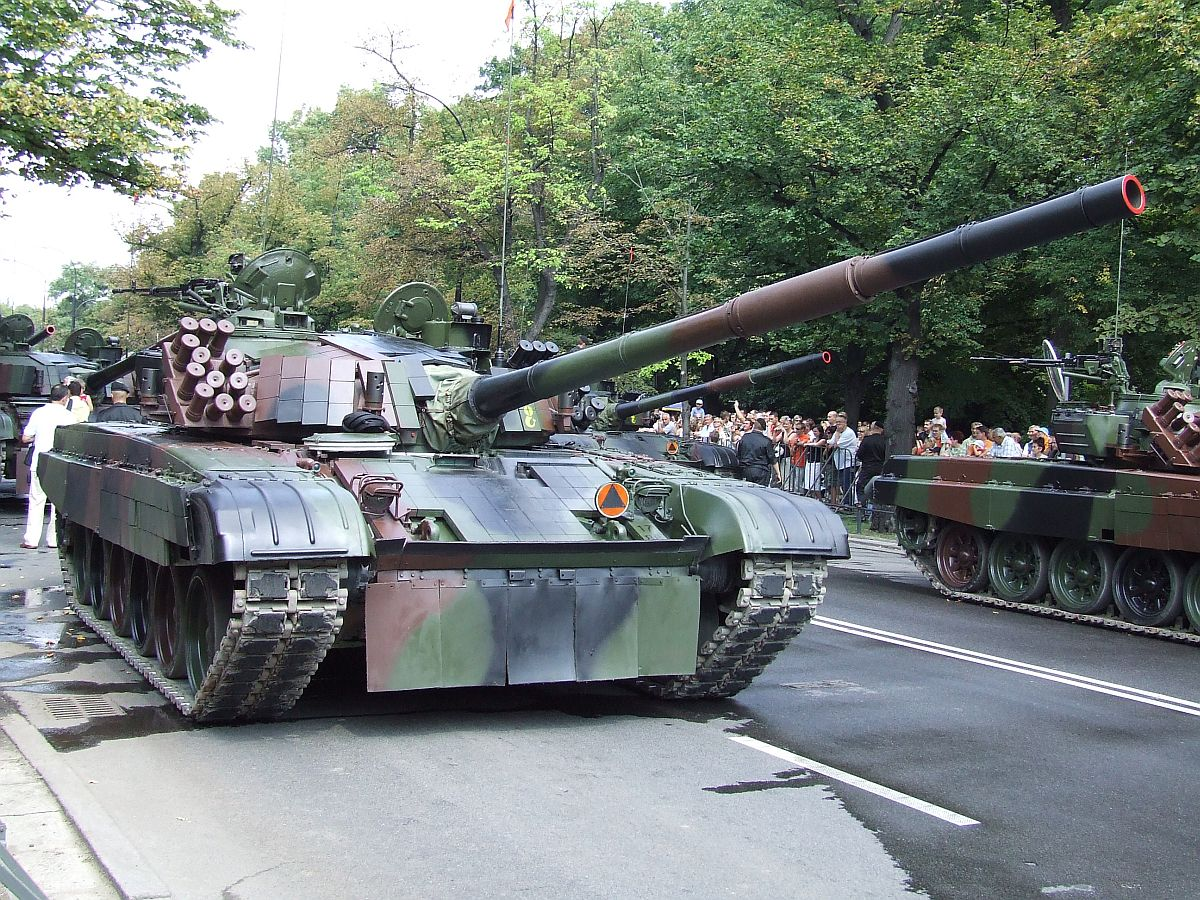
Polnischer PT-91 Twardy
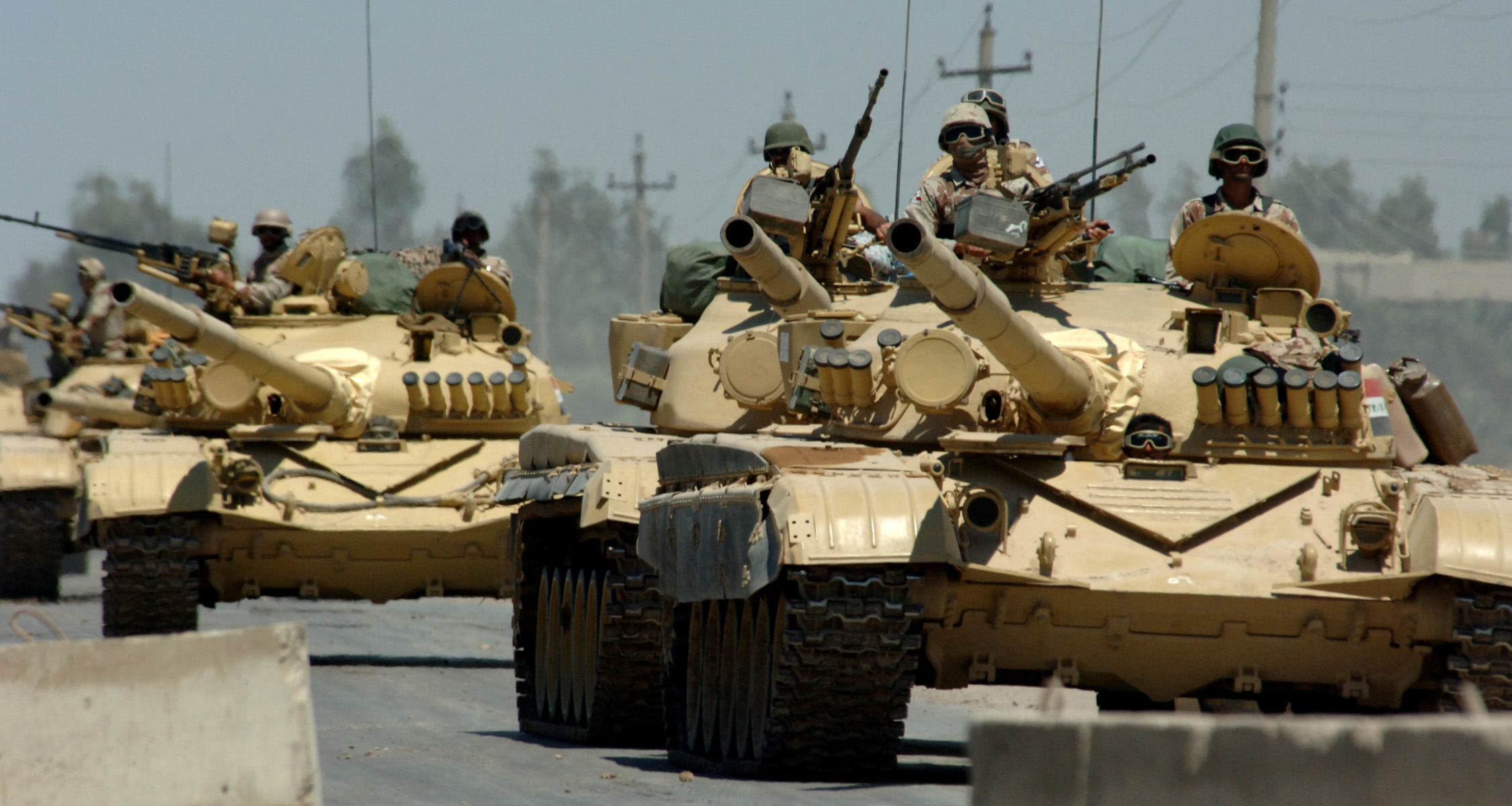
Irakische T-72 der 9. mechanisierten Division
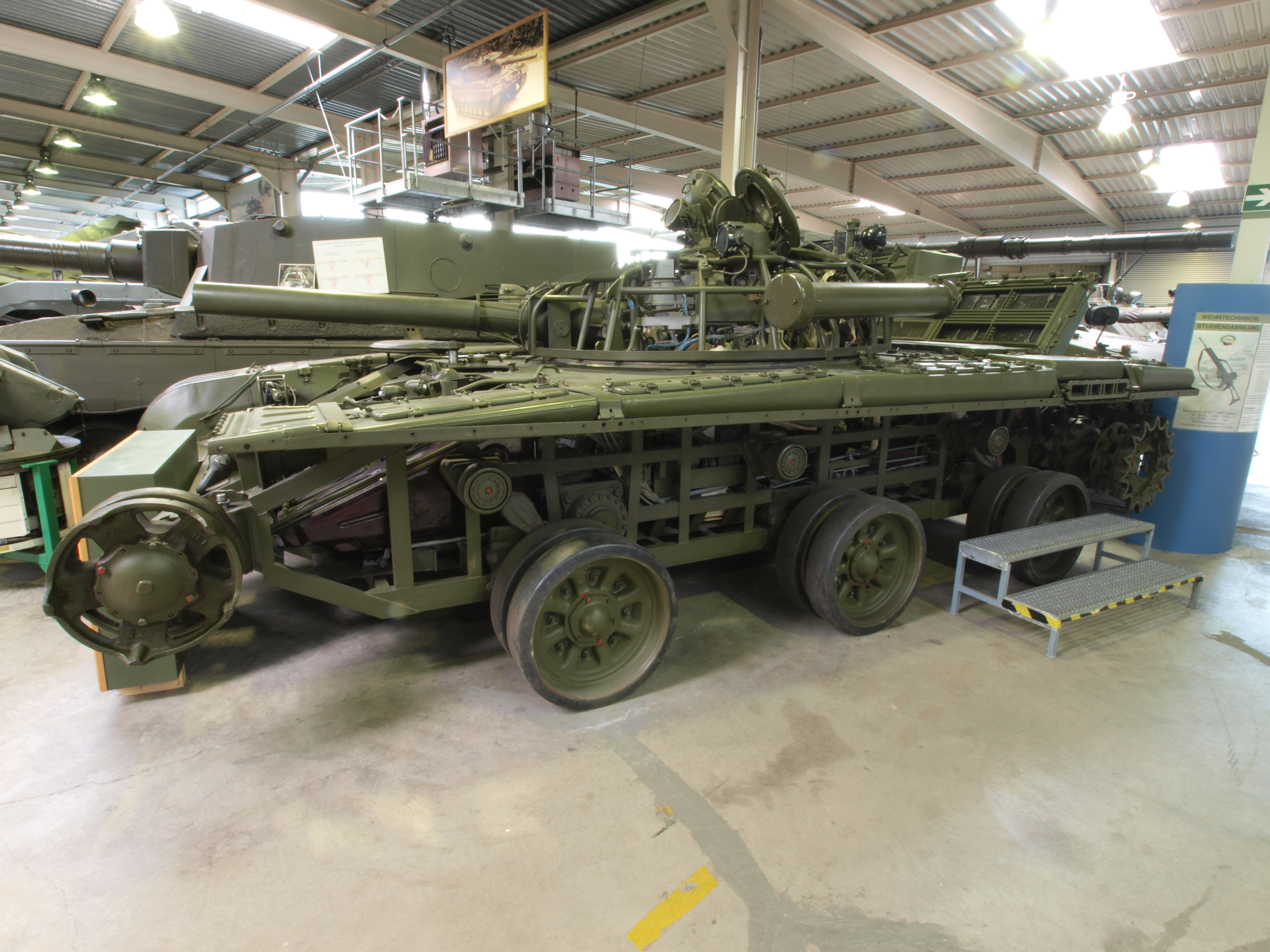
Lehrmodell eines T-72M in der Wehrtechnischen Studiensammlung Koblenz

## Bemerkungen
1. ↑  Die Zahlen über verlorene T-72 differieren stark. So meldet Der Spiegel in seiner 27. Ausgabe 1982 9 Verluste von T-72,(Der Spiegel: In großer Nähe zur UdSSR. vom 5. Juli 1982) während der Autor Steven Zaloga in T-72 Main Battle Tank 1974–1993. auf S. 36 f. allein von 19 abgeschossenen T-72-Panzern berichtet, die Merkava-Panzern zum Opfer gefallen sein sollen.